# Forme foliaire

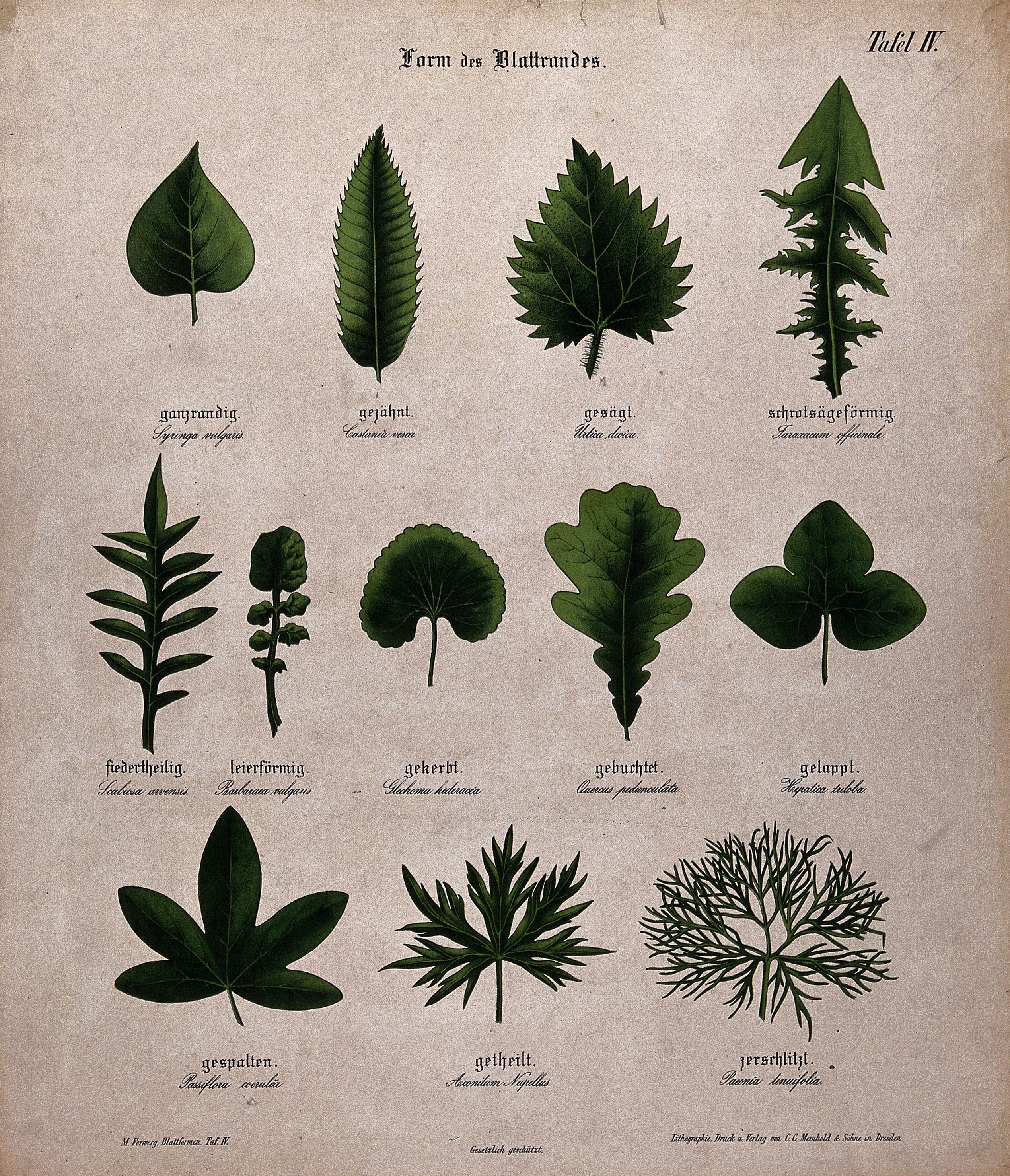
Douze formes de feuilles avec des marges (bord du limbe) différentes. Chromolithographie, vers 1850

La forme foliaire, ou forme des feuilles, est une part de la morphologie végétale souvent utilisée dans la systématique ou classification des espèces. En effet, la forme des feuilles, qui comprend de nombreuses variantes, est souvent une des caractéristiques les plus visibles pouvant servir à identifier une espèce végétale. Leur forme, leur taille et leur surface (mesurée par l'indice foliaire), leur angle d'insertion, ainsi que leur distribution spatiale au sein de la couronne d'un arbre et sur les axes végétatifs (phyllotaxie) sont les déterminants structurels de l'interception lumineuse et donc du rendement de la photosynthèse,.
Les feuilles peuvent être simples (un seul limbe foliaire) ou composées (c'est-à-dire composées de plusieurs limbes nommés folioles), à bordure entière ou plus ou moins échancrée, lisse ou porteuse de poils, d’épines, etc. La disposition des folioles (dans le cas des feuilles composées), la forme des limbes ainsi que l'aspect de leur bordure sont des caractéristiques qui participent à la forme foliaire, de même que la disposition des nervures.

## Composition desfolioles(Foliorum compositio)

### Différentes compositions

#### Compositions pennées
| Forme | Composition  | Latin              | Description                                                    |
| ----- | ------------ | ------------------ | -------------------------------------------------------------- |
| -     | pennée       | Compositio pinnata | Deux rangs de folioles disposés le long de la nervure primaire |
|       | imparipennée | imparipinnata      | Pennée avec foliole terminale                                  |
|       | paripennée   | paripinnata        | Pennée sans foliole terminale                                  |
|       | bipennée     | bipinnata          | Pennée deux fois (chaque foliole étant elle-même pennée)       |
|       | tripennée    | tripinnata         | Pennée trois fois (chaque foliole étant elle-même bipennée)    |

#### Autres types de composition
| Forme | Composition            | Latin                     | Description                                            |
| ----- | ---------------------- | ------------------------- | ------------------------------------------------------ |
|       | unifoliée              | Compositio unifoliata     | Une seule foliole par feuille                          |
|       | alterne                | alterna                   | Folioles rattachées en alternance à différents niveaux |
|       | opposée                | abrupta                   | Paires de folioles rattachées aux mêmes niveaux        |
|       | trifoliée, trifoliolée | trifoliata                | Divisée en trois folioles                              |
|       | digitée (ou palmée)    | digitata                  | Divisée en folioles ressemblant aux doigts d'une main  |
|       | verticillée            | verticillata aut stellata | Au moins trois folioles rattachées à un même niveau    |
|       | rosette                | Foliorum rosula           | Feuilles étalées en cercle au niveau du collet         |

### Exemples

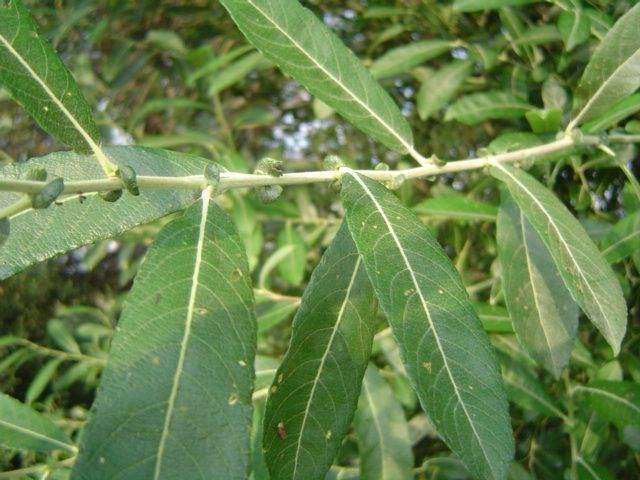
Feuillage alterne du saule à trois étamines
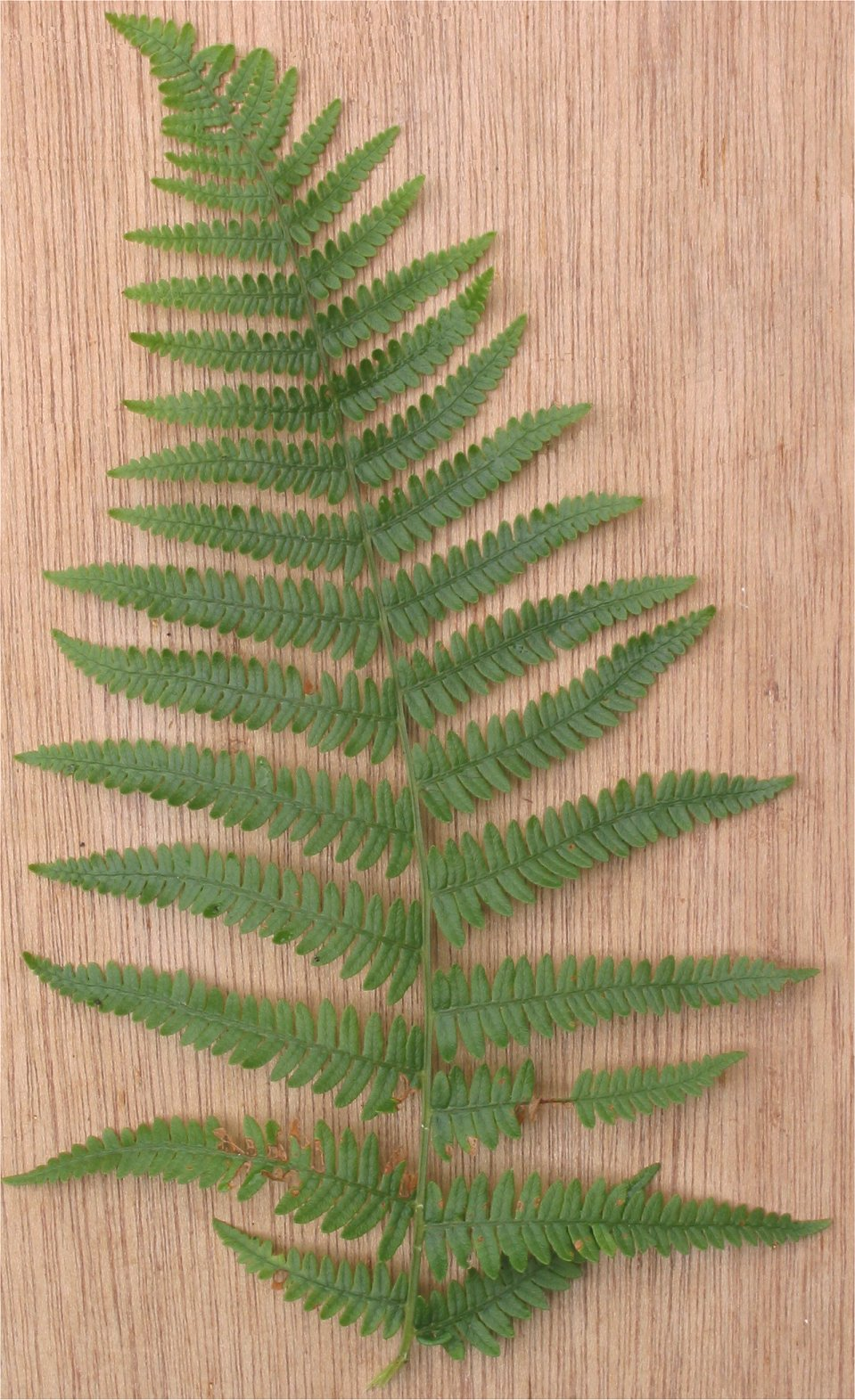
Feuille bipennée de la fougère aigle
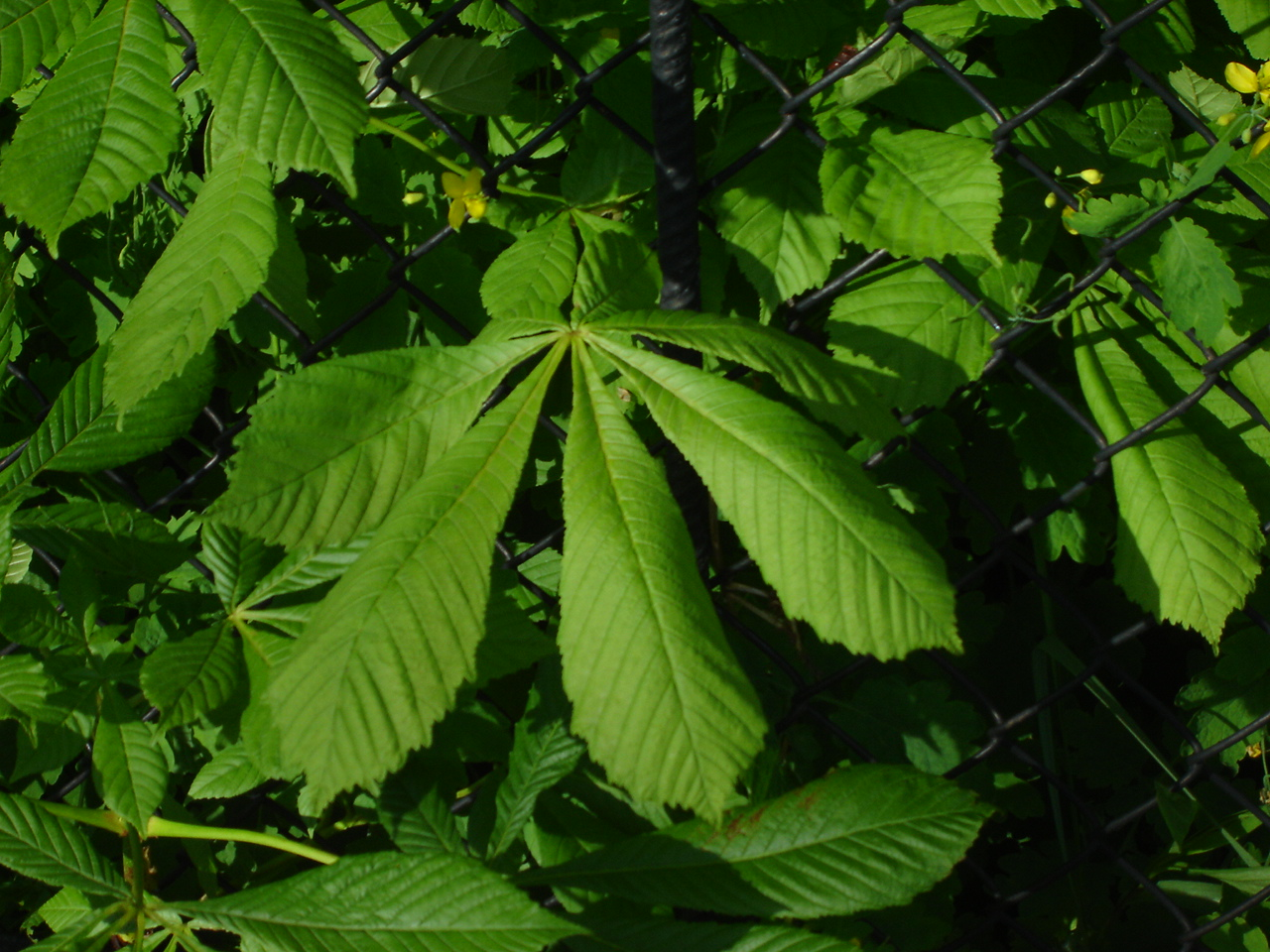
Feuille digitée du marronnier commun
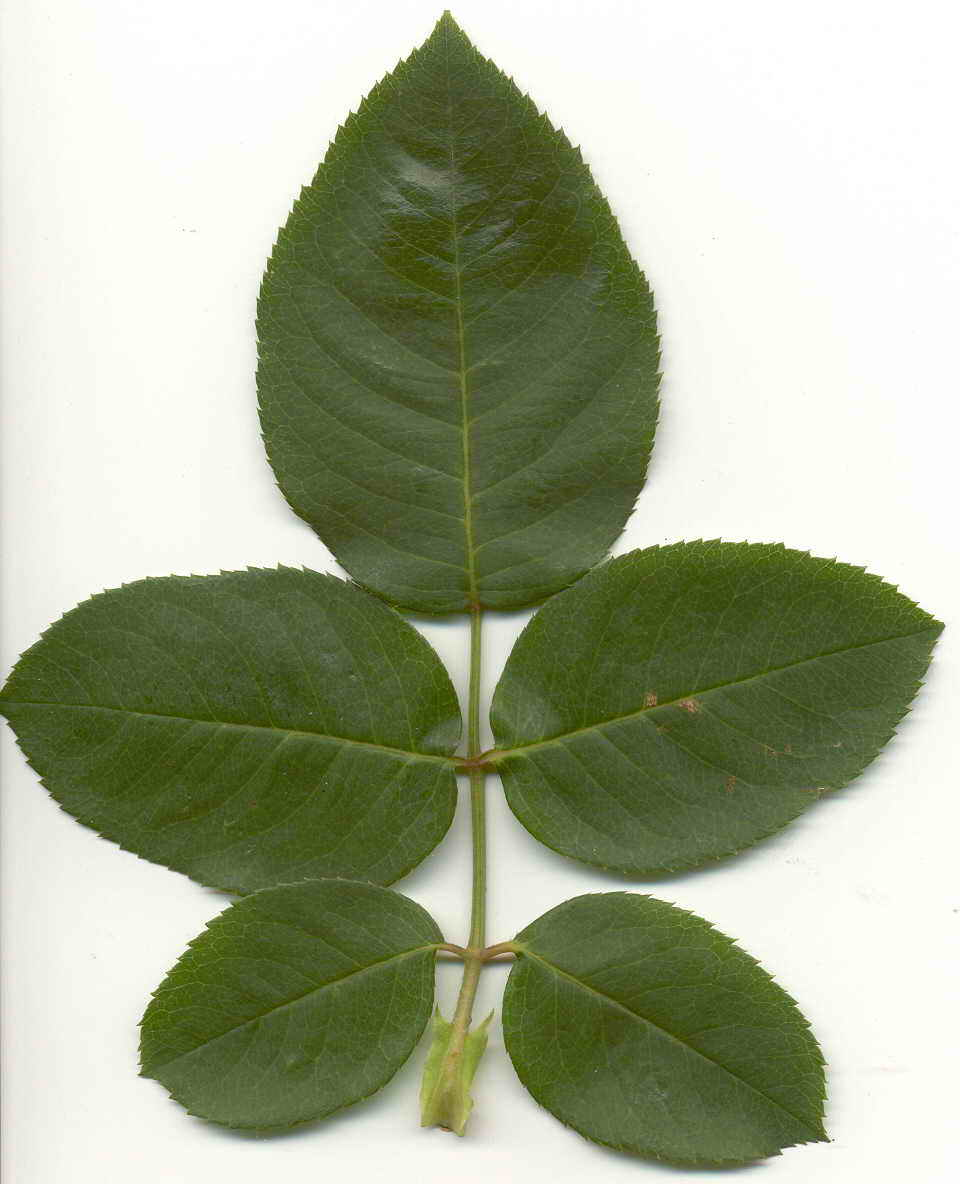
Feuille imparipennée du rosier
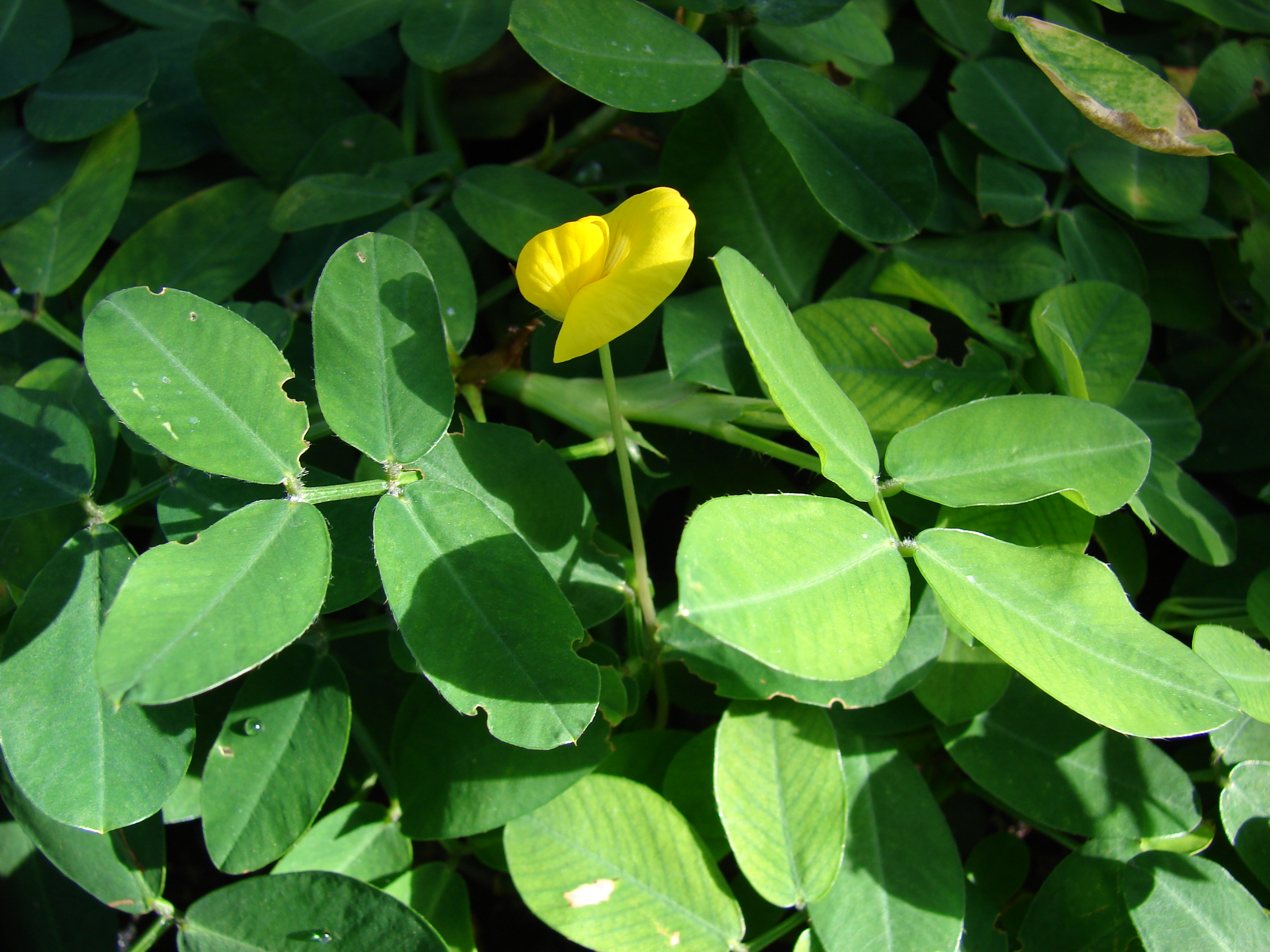
Feuilles paripennées de l'arachide
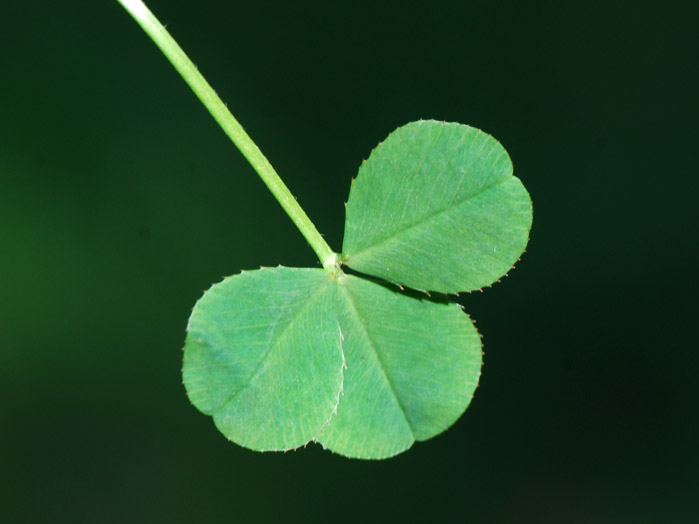
Feuille trifoliée du trèfle blanc
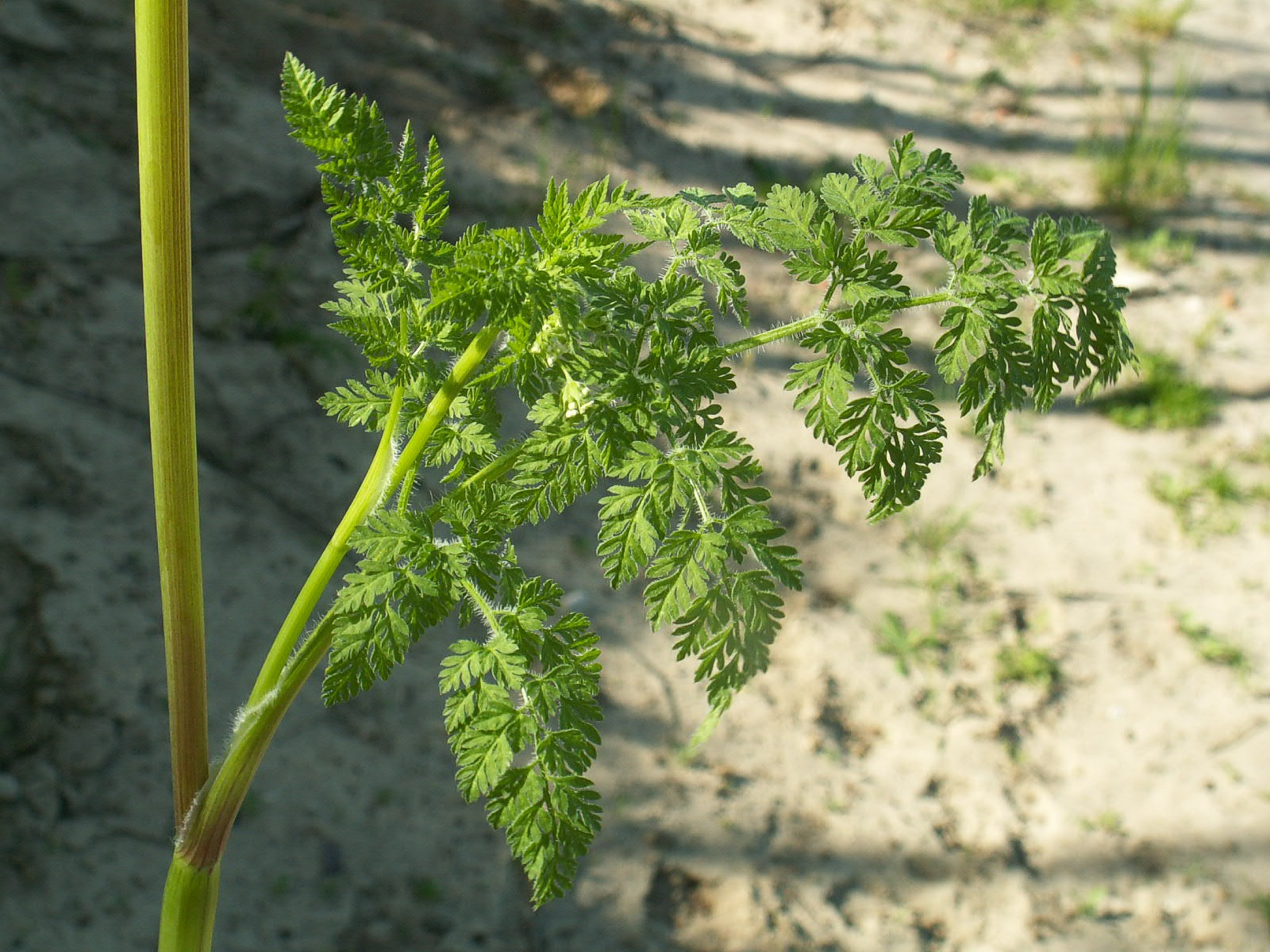
Feuille tripennée du cerfeuil commun
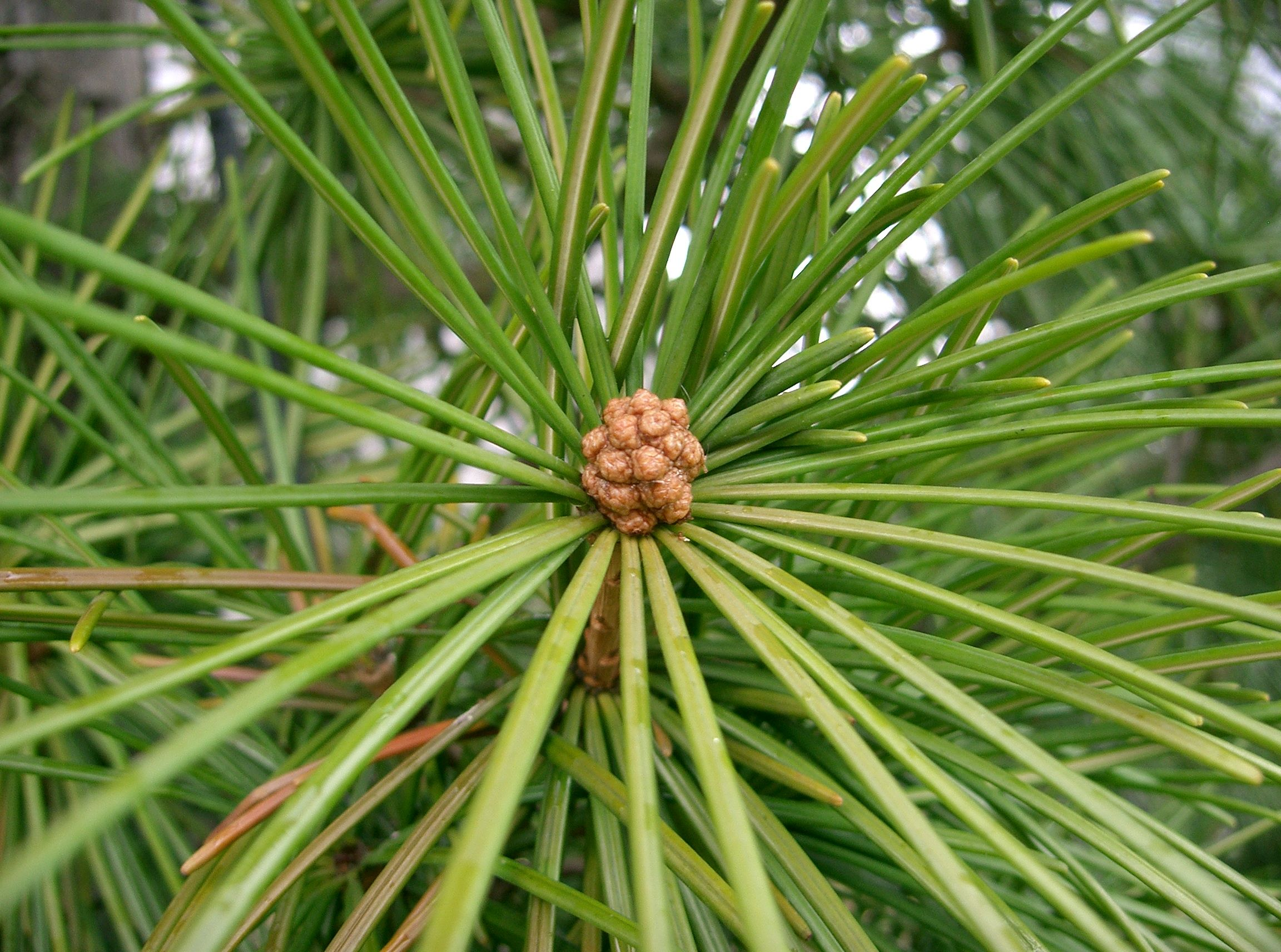
Feuilles verticillées du pin parasol du Japon
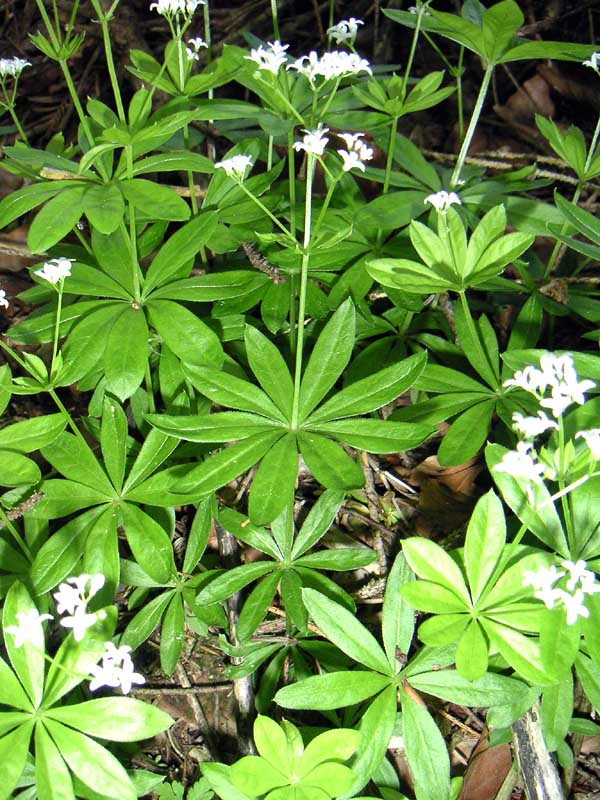
Feuilles verticillées du gaillet odorant
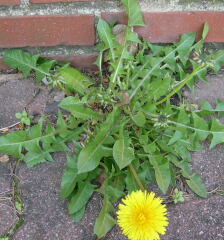
Rosette de feuilles à la base d'un pissenlit
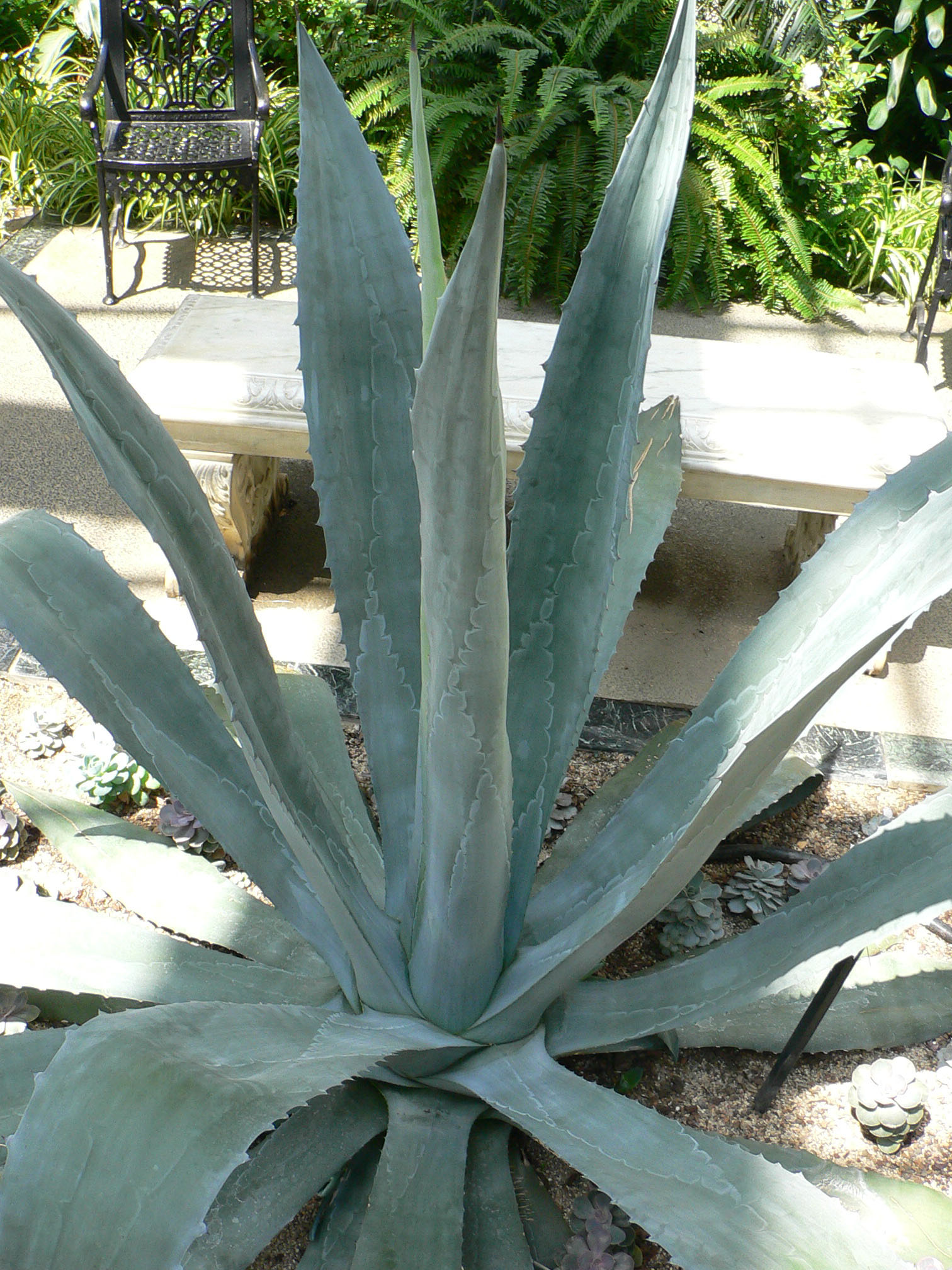
Rosette de feuilles de Agave americana

## Forme des feuilles(Foliorum forma)
Le développement de la forme foliaire (en latin Foliorum forma) en relation avec l'environnement a été étudiée par le botaniste Thomas J. Givnish (en) qui propose des modèles mathématiques pour déduire l'investissement énergétique de la plante dans les supports de l'ensemble de son feuillage (tiges, pétioles et nervures) par rapport au gain apporté par le parenchyme assimilateur. Selon ces modèles, les plantes des sous-bois (milieu à faible niveau d'énergie, ce qui entraîne une faible vitesse de croissance des végétaux) ont une grande diversité de formes foliaires qui rentabilisent au mieux l'énergie investie dans le feuillage. Elles sont généralement plus larges et à nervation réticulée, avec une couche de feuillage unique, ce qui évite un recouvrement des feuilles (auto-ombrage). Les plantes des milieux ouverts ont des feuilles plus étroites à nervation parallèle, ou des limbes plus découpés, afin de réduire la transpiration par unité de surface foliaire et d'optimiser le comportement hydrique (potentiel hydrique foliaire). Elles présentent plusieurs couches de feuillage qui permettent de résister à un ensoleillement trop fort par l'auto-ombrage. Ces études sont confirmées par l'influence de la forme du limbe (ratio longueur/largeur) des feuilles simples et des feuilles composées sur l'interception lumineuse. Selon le principe de l'allocation des ressources, les relations entre différents traits foliaires (forme, nervation, longueur du pétiole) reflètent l'existence de compromis évolutifs associés à des contraintes structurales et fonctionnelles des plantes en relation avec leur écologie.

### Différentes formes
| Forme | Type                | Latin                              | Description |
| ----- | ------------------- | ---------------------------------- | --- |
|       | ensiforme           | Forma ensiformis                   | Longue et pointue, en forme d'épée |
|       | trulliforme         | trulada                            | En forme de truelle |
|       | aciculaire          | acicularis                         | En forme d'aiguille, mince et pointue |
|       | subulée             | subulata                           | En forme d'alêne |
|       | linéaire            | linearis                           | Longue et très étroite |
|       | oblongue            | oblonga                            | Forme allongée, aux bords sensiblement parallèles et aux coins arrondis                                                                                               |
|       | lancéolée           | lanceolata                         | En forme de fer de lance et plus large côté pétiole que côté apex |
|       | oblancéolée         | oblanceolata                       | En forme de fer de lance et plus large côté apex que côté pétiole |
|       | falquée, falciforme | falcata                            | En forme de faux |
|       | aristée             | aristata                           | Pourvue d'une arête |
|       | elliptique          | elliptica                          | De forme ovale, et de largeur quasiment égale côté apex et côté pétiole                                                                                               |
|       | orbiculaire         | orbicularis                        | De forme arrondie |
|       | ovale               | ovata                              | De forme ovale comme un œuf, avec partie étroite côté apex |
|       | obovale             | obovata                            | De forme ovale comme un œuf, avec partie étroite côté pétiole |
|       | spatulée            | spathulata                         | En forme de spatule, le limbe se transformant progressivement en pétiole                                                                                              |
|       | cunée               | cuneata                            | Base du limbe en forme de coin |
|       | sagittée            | sagittata                          | En forme de fer de lance, avec des oreillettes dirigées vers le bas                                                                                                   |
|       | hastée              | hastata                            | En forme de fer de lance avec des oreillettes étalées horizontalement                                                                                                 |
|       | peltée              | peltata                            | De forme arrondie, avec le pétiole attaché au milieu du limbe, le limbe entourant le pétiole                                                                          |
|       | acuminée            | acuminata                          | Terminaison en fine pointe |
|       | obtus               | obtusus                            | Apex du limbe arrondi |
|       | tronquée            | truncata                           | Apex du limbe semblant coupé |
|       | réniforme           | reniformis                         | Arrondie et en forme de rein |
|       | deltoïde            | deltoidea                          | Triangulaire, le pétiole étant attaché à un côté |
|       | flabellée           | flabellata                         | Semi-circulaire, en forme d'éventail |
|       | cordée              | cordata                            | En forme de cœur, avec la pointe côté apex |
|       | obcordée            | obcordata                          | En forme de cœur, avec la pointe côté pétiole |
|       | rhomboïdale         | rhomboidalis                       | En forme de losange |
|       | lobée               | lobata                             | Divisée en plusieurs lobes (parties arrondies séparées par des sillons ou des sinus)                                                                                  |
|       | pédalée             | pedata                             | Palmée, avec les lobes latéraux unis à la base |
|       | multifide           | multifida                          | Divisée en lanières |
|       | perfoliée           | perfoliata                         | Limbe semblant transpercé par la tige |
|       | palmée (ou digitée) | palmata                            | Divisée en segments (ou lobes) rayonnant, disposés comme les doigts de la main                                                                                        |
|       | palmati-            | lat. palma paume de la main        | Morphème de tête de la désignation d'une feuille dont le limbe est divisé en segments divergents, ressemblant à une main ouverte                                      |
|       | palmatilobée        | lat. palma paume gr. lobos lobe    | Palmée en segments séparés par des sinus (découpures) qui n'atteignent pas le milieu du limbe, tout en étant assez marqués                                            |
|       | palmatifide         | lat. palma paume findere fendre    | Palmée en segments séparés par des sinus (découpures) atteignant environ le milieu des segments                                                                       |
|       | palmatipartite      | lat. palma paume partiri partagé   | Palmée en segments séparés par des sinus dépassant nettement le milieu des segments                                                                                   |
|       | palmatiséquée       | lat. palma paume secare couper     | Palmée en segments séparés par des sinus profondément enfoncés presque jusqu'à la nervure médiane                                                                     |
|       | pennati-            | lat. penna plume                   | Morphème de tête de la désignation d'une feuille dont le limbe est divisé en segments disposés symétriquement par rapport à l'axe du pétiole et de la nervure médiane |
|       | pennatilobée        | lat. penna plume, gr. lobos lobe   | Pennée en segments dont les sinus (découpures séparant les segments) n'atteignent pas le milieu de chaque demi-limbe                                                  |
|       | pennatifide         | lat. pinna plume, findere fendre   | Pennée en segments avec des sinus (séparant les segments) atteignant environ le milieu de la largeur de chaque demi-limbe                                             |
|       | pennatipartite      | lat. penna plume, partiri partager | Pennée en segments dont les sinus dépassent nettement le milieu de chaque demi-limbe                                                                                  |
|       | pennatiséquée       | lat. penna plume secare couper     | Pennée en segments dont les sinus atteignent, ou peu s'en faut, la nervure médiane                                                                                    |
|       | décurrente          |                                    | Le limbe se prolonge sur la tige par des ailes |

### Exemples

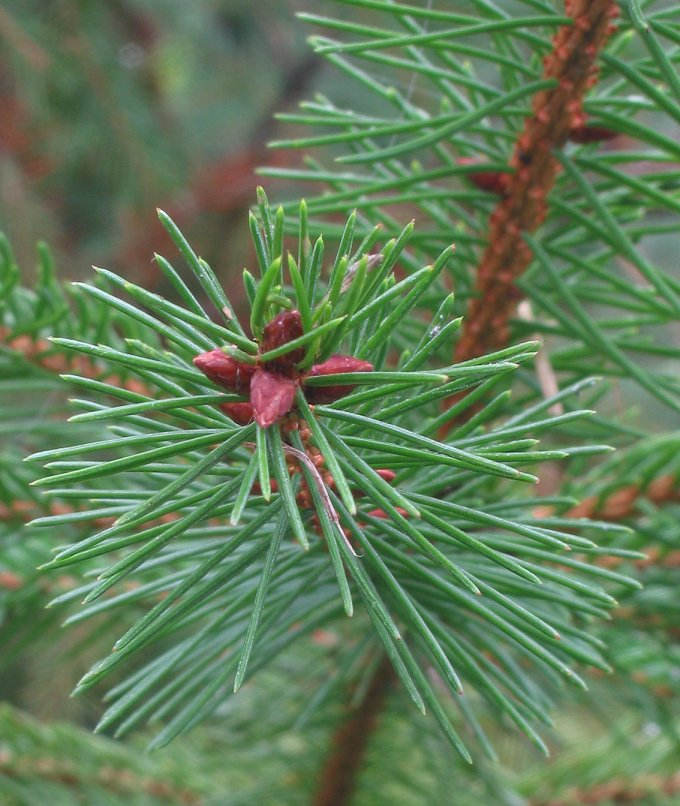
Feuilles aciculaires de l'épicéa commun
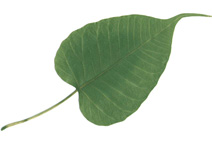
Feuille acuminée du figuier des pagodes
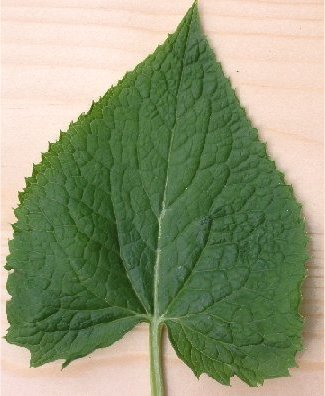
Feuille cordée de Lunaria rediviva
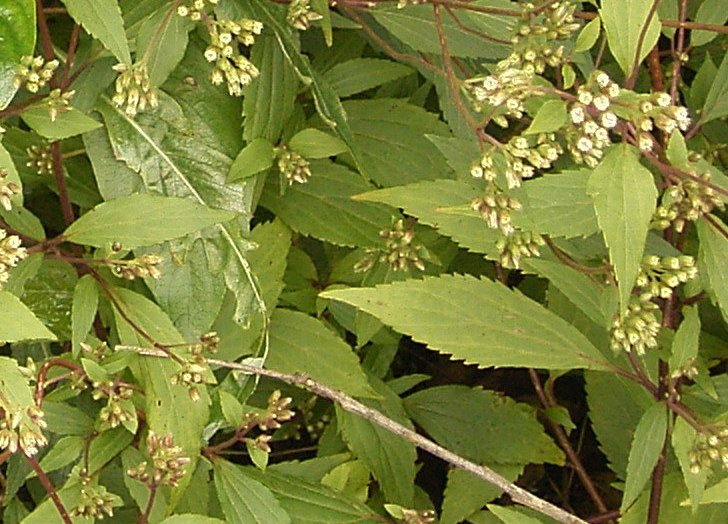
Base cunéée des feuilles de Ageratina riparia
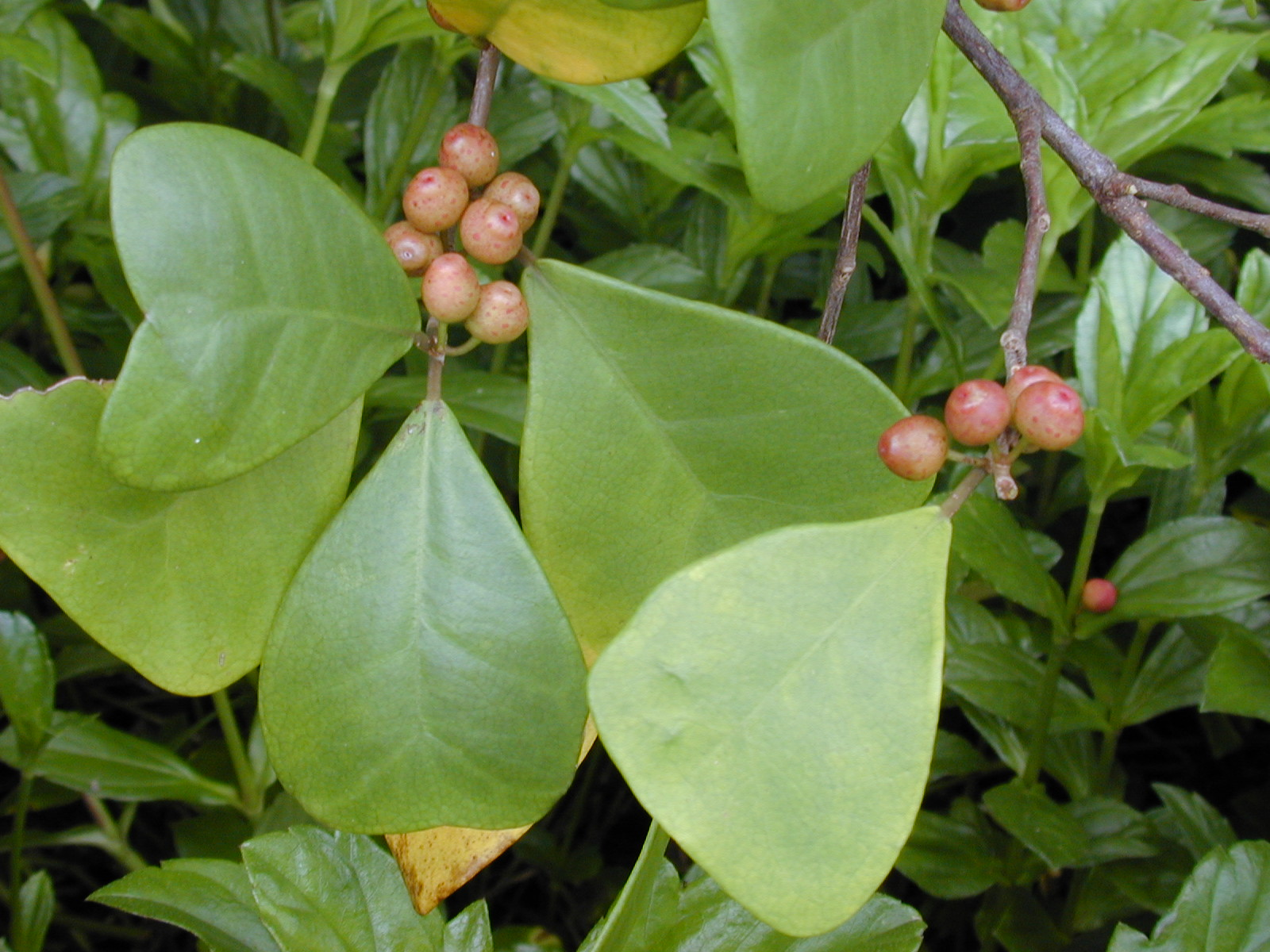
Feuilles deltoïdes de Ficus deltoidea
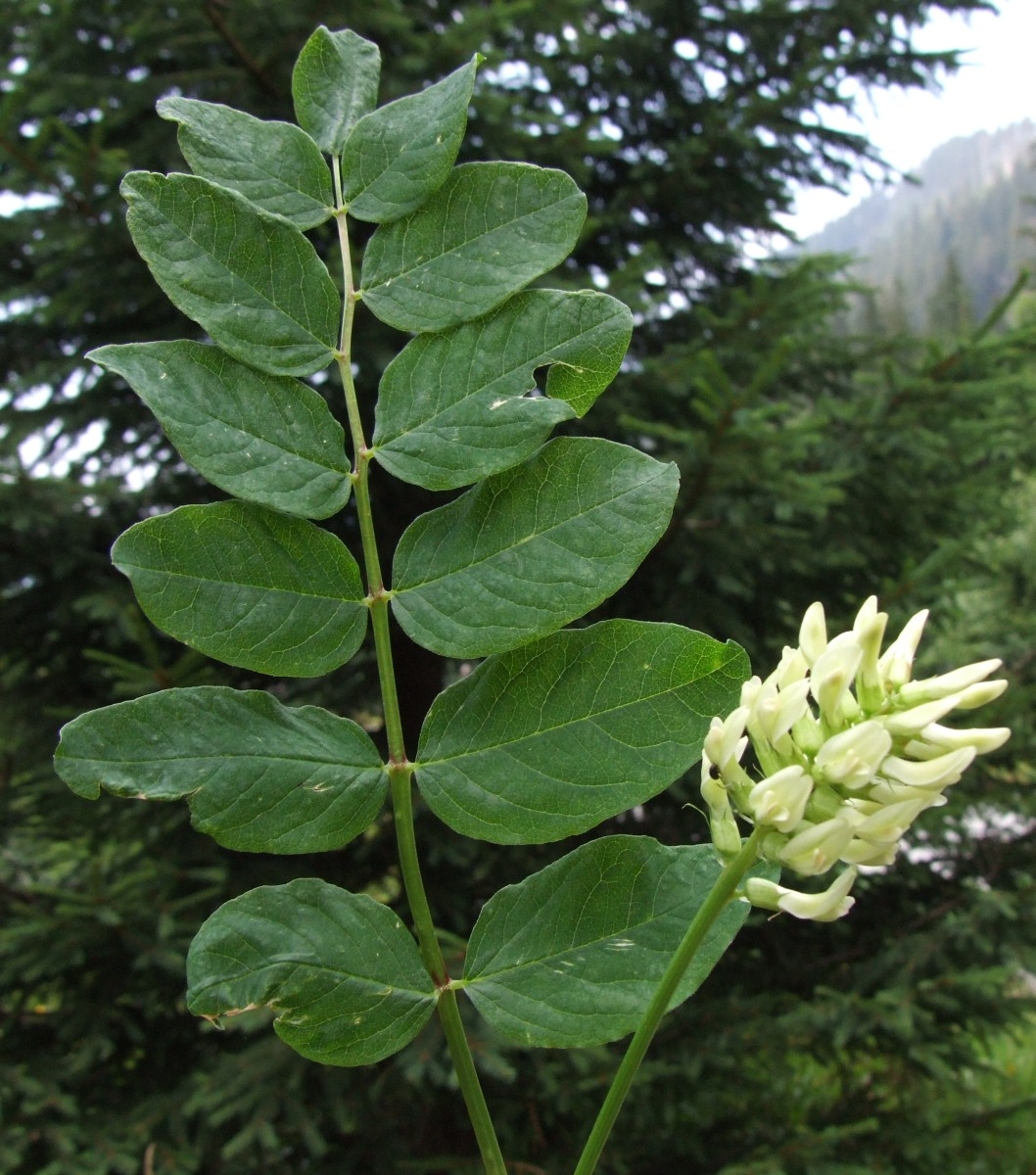
Folioles elliptiques de l'astragale à feuilles de réglisse
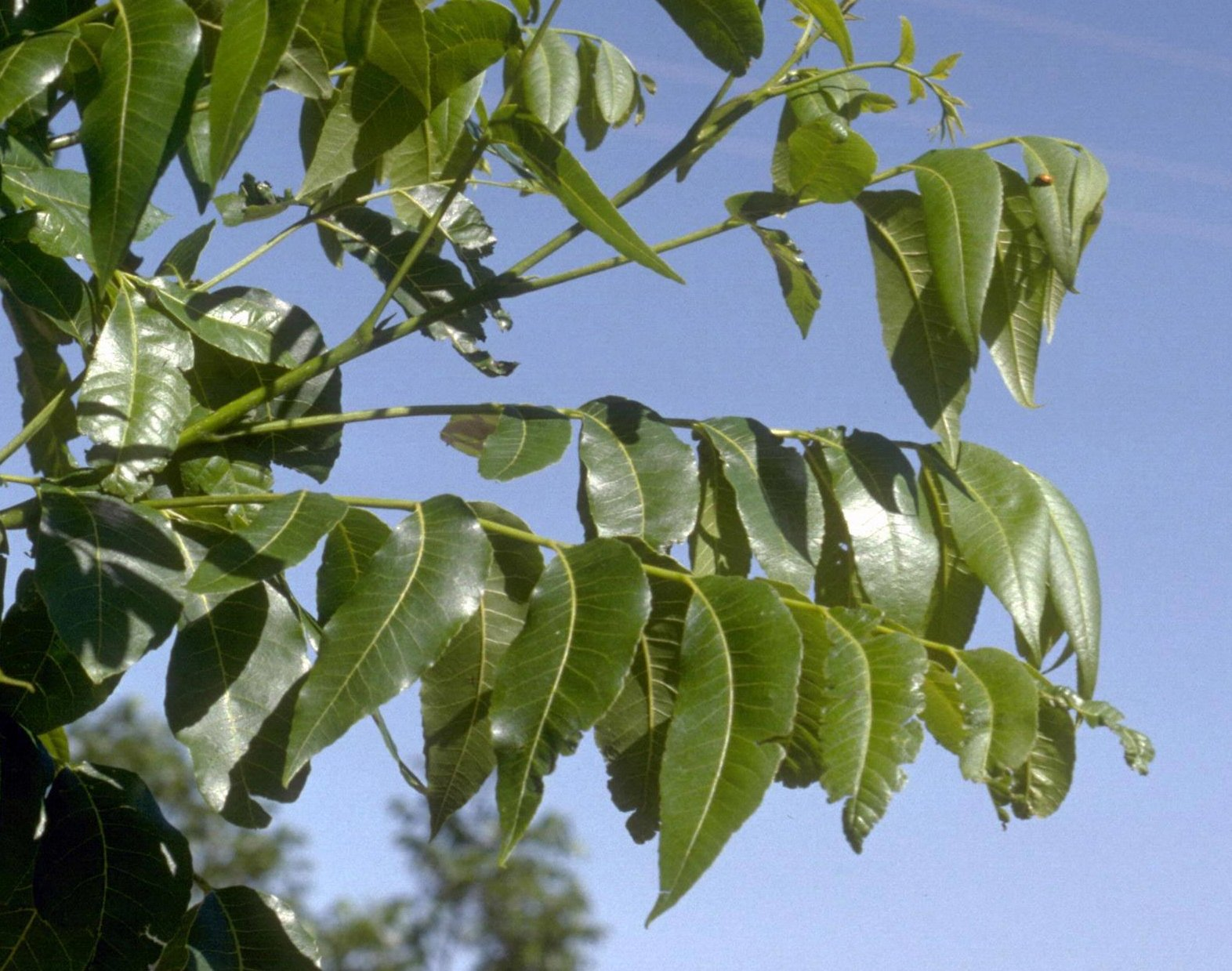
Feuilles falquées du pacanier
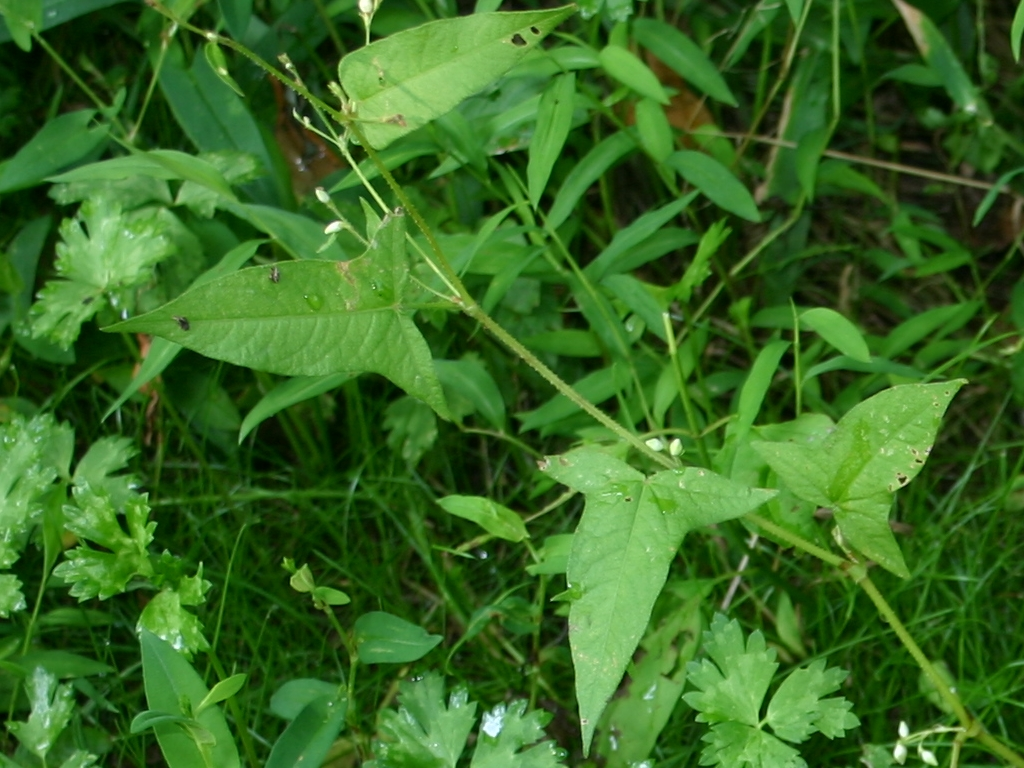
Feuilles hastées de Polygonum arifolium
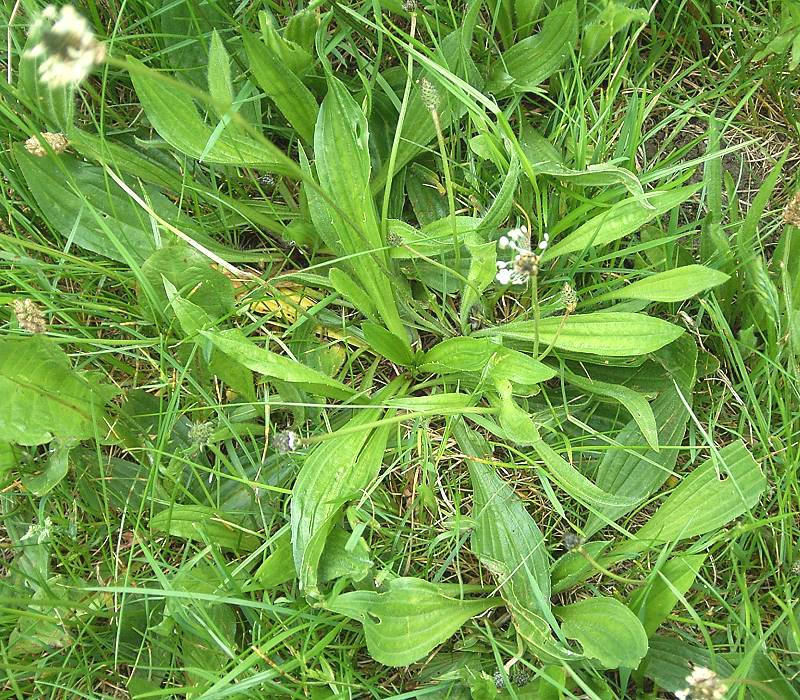
Feuilles lancéolées du plantain lancéolé
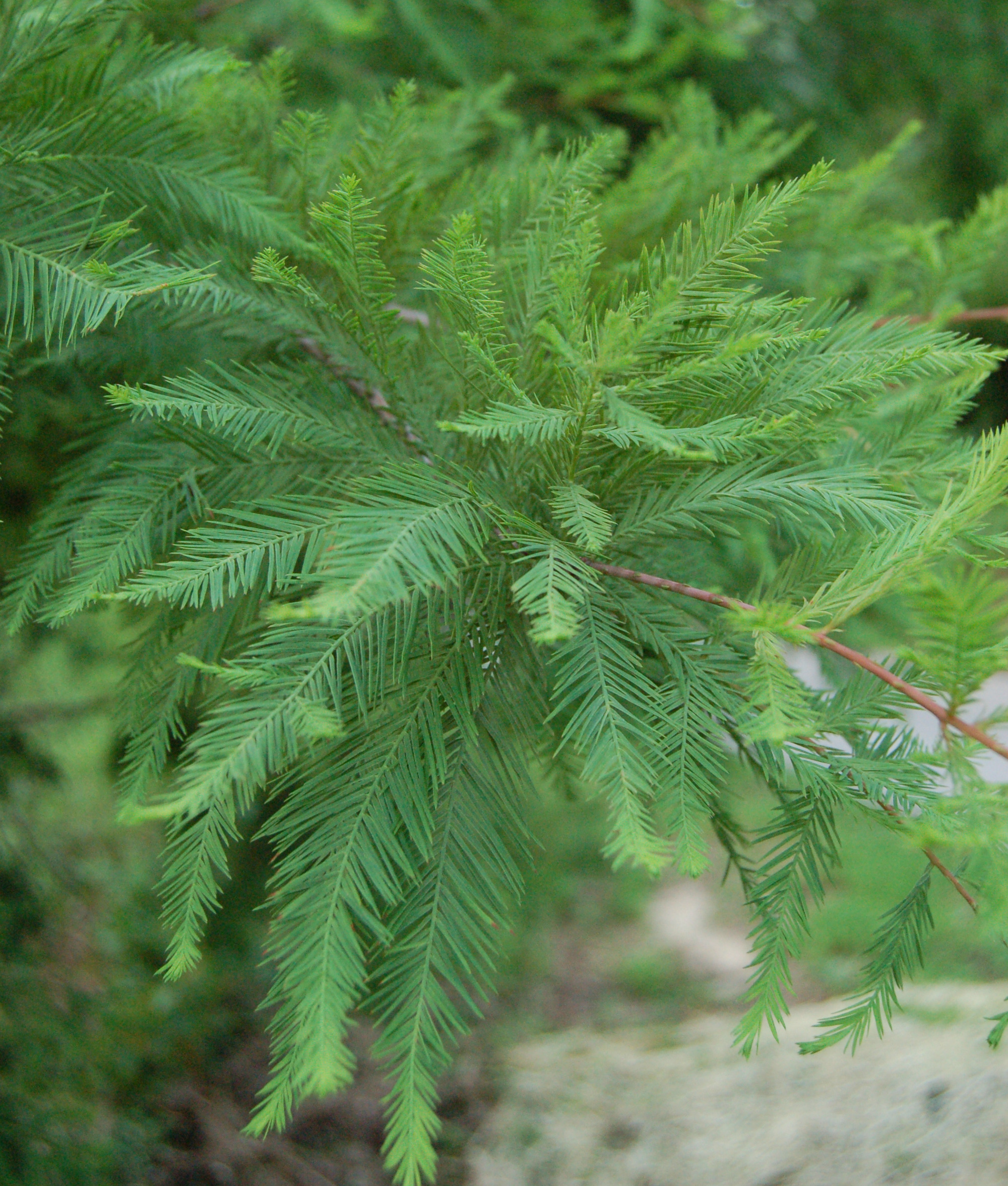
Feuilles linéaires du cyprès chauve
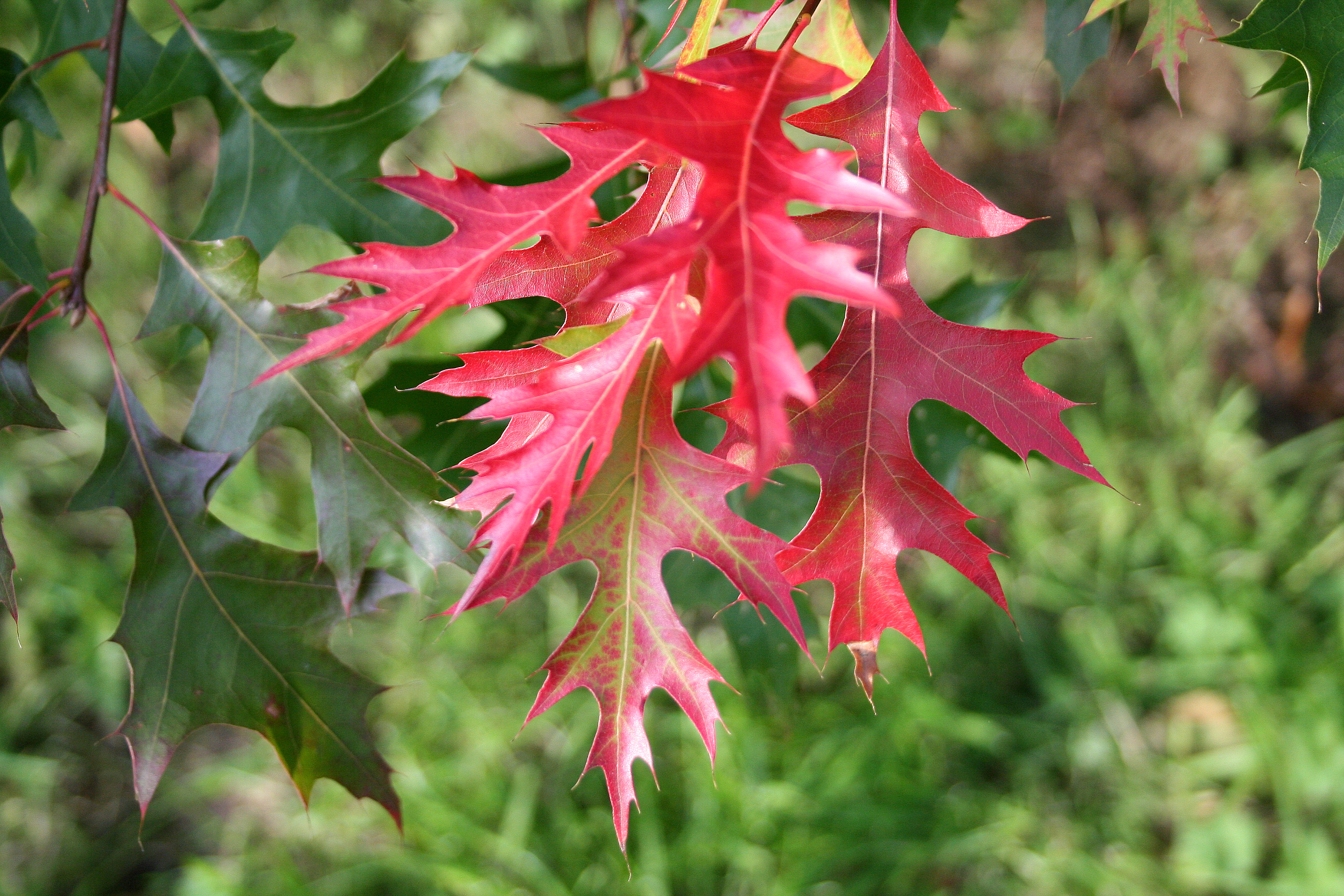
Feuille lobée du chêne écarlate
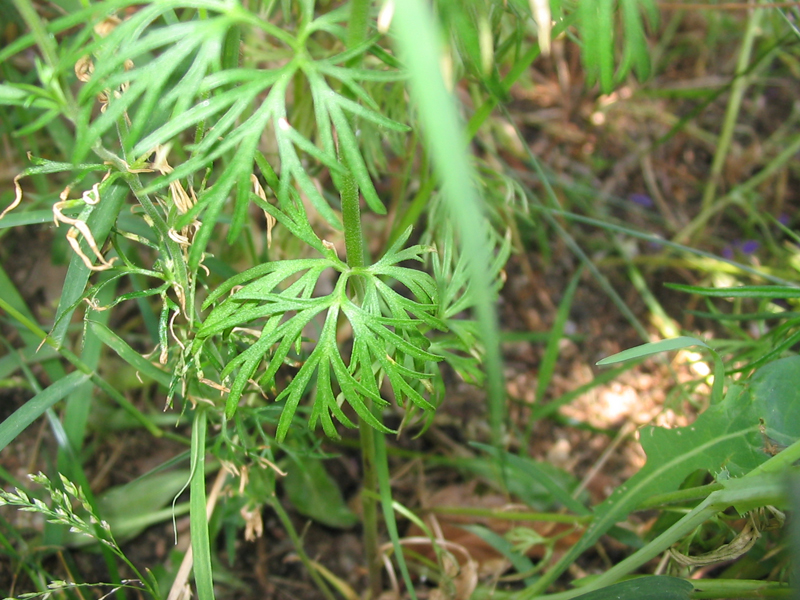
Feuilles multifides du Consolida ajacis
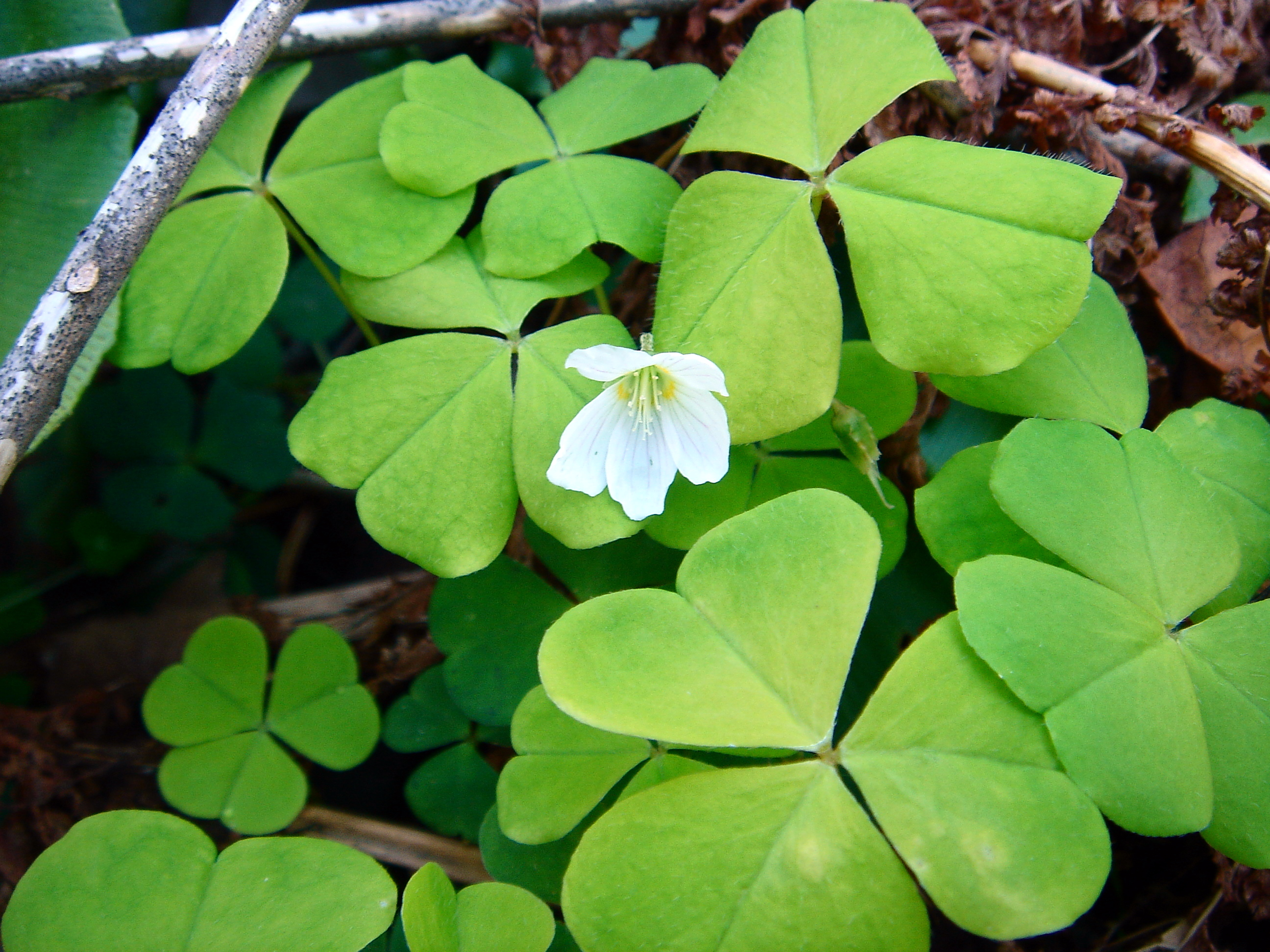
Feuilles trifoliolées et obcordées de l'oxalis petite oseille
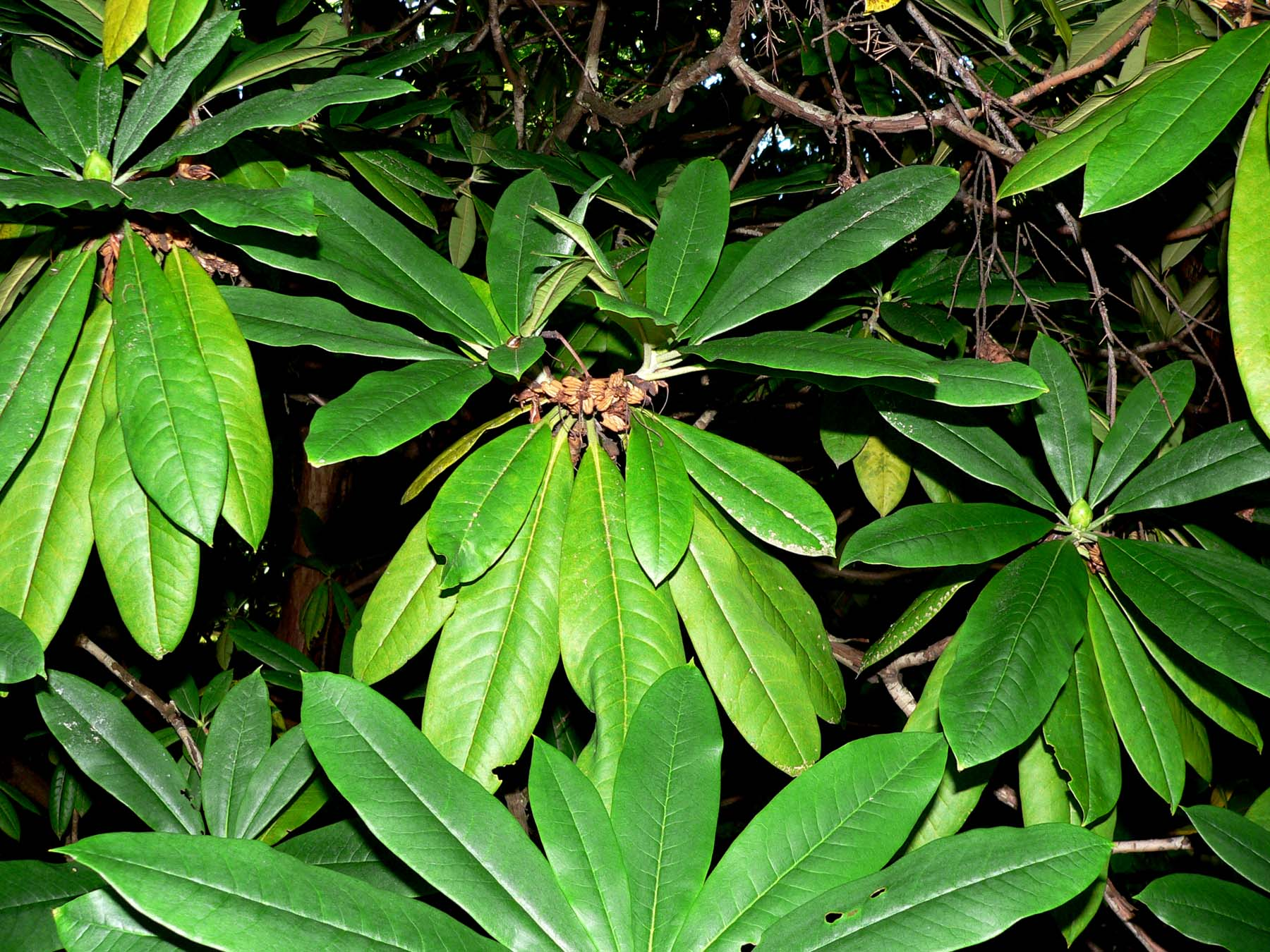
Feuilles oblancéolées de Rhododendron calophyllum
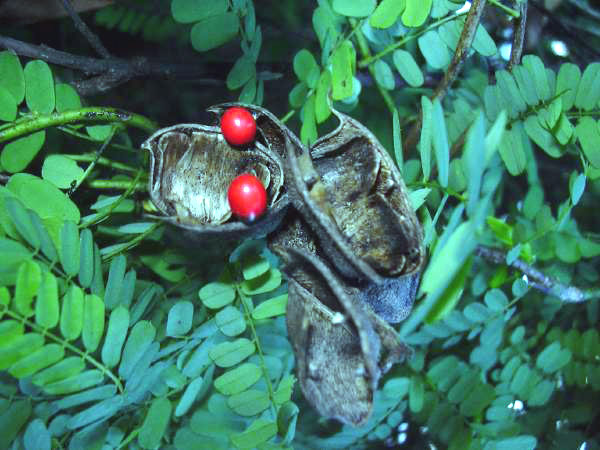
Folioles oblongues du pois rouge
Feuilles obovales de Clusia rosea
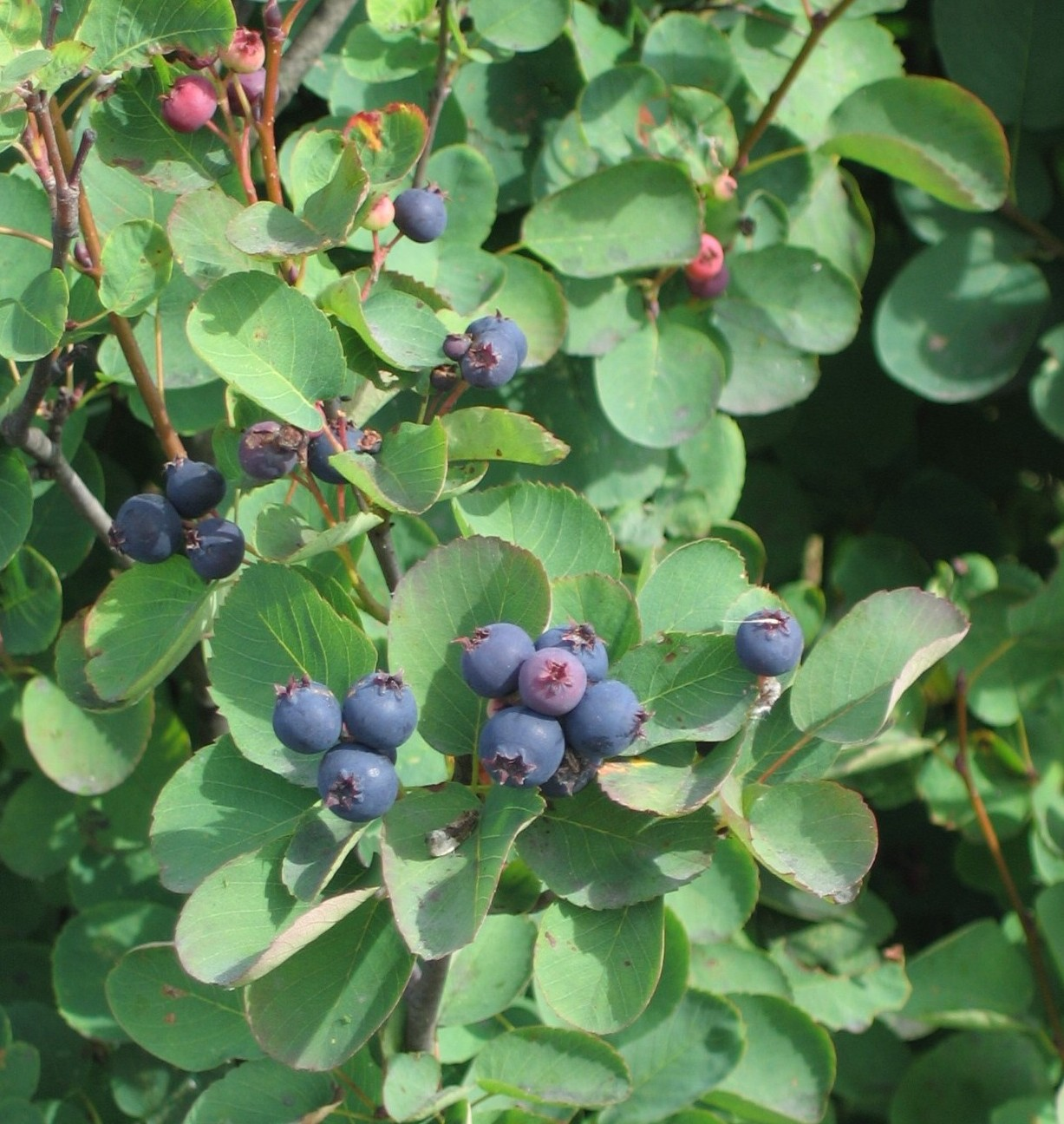
Apex obtus de feuilles d'amélanchier à feuilles d'aulne
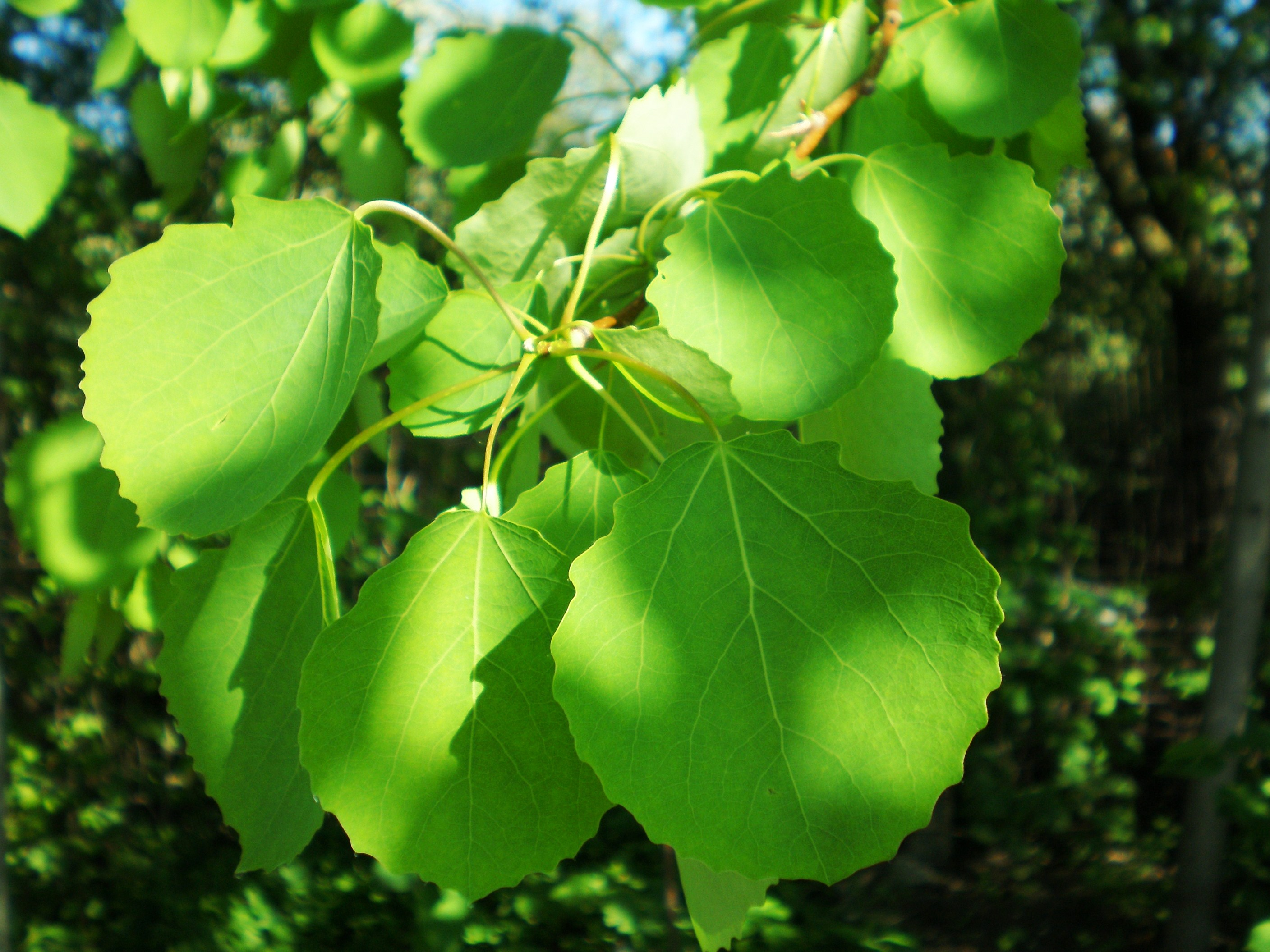
Feuilles orbiculaires du peuplier tremble
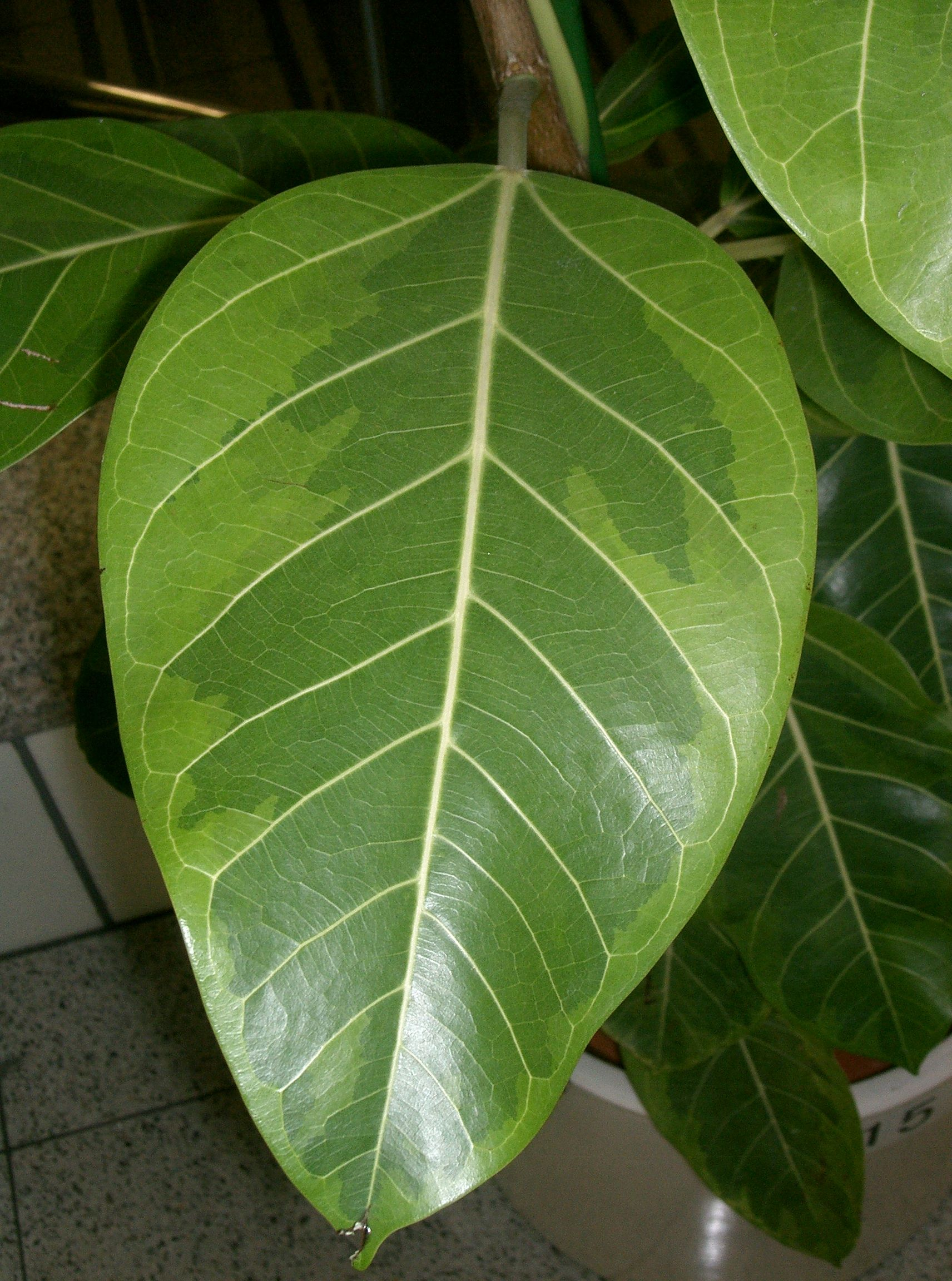
Feuilles ovales de Ficus altissima
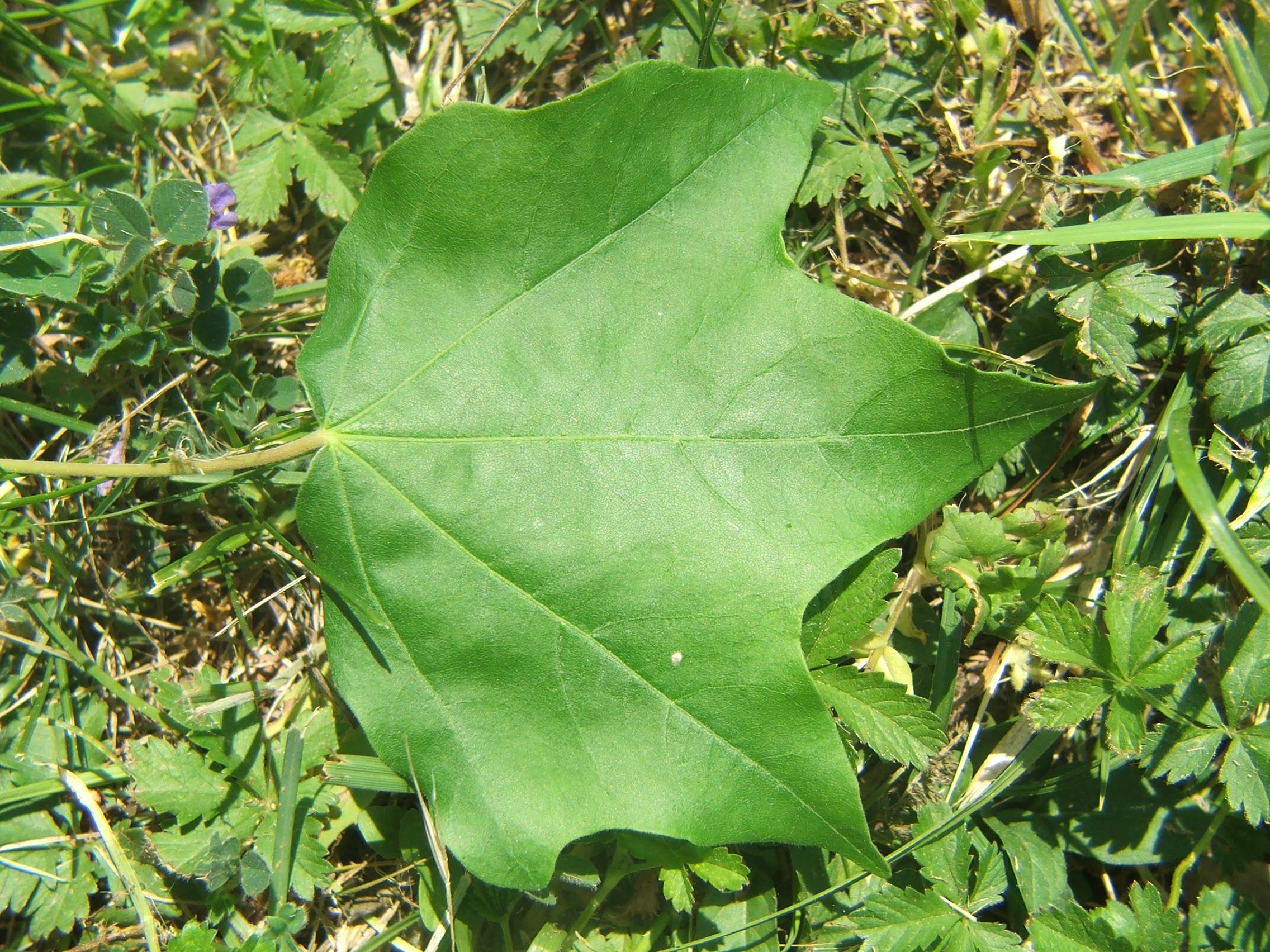
Feuilles palmatilobée de Acer campestre
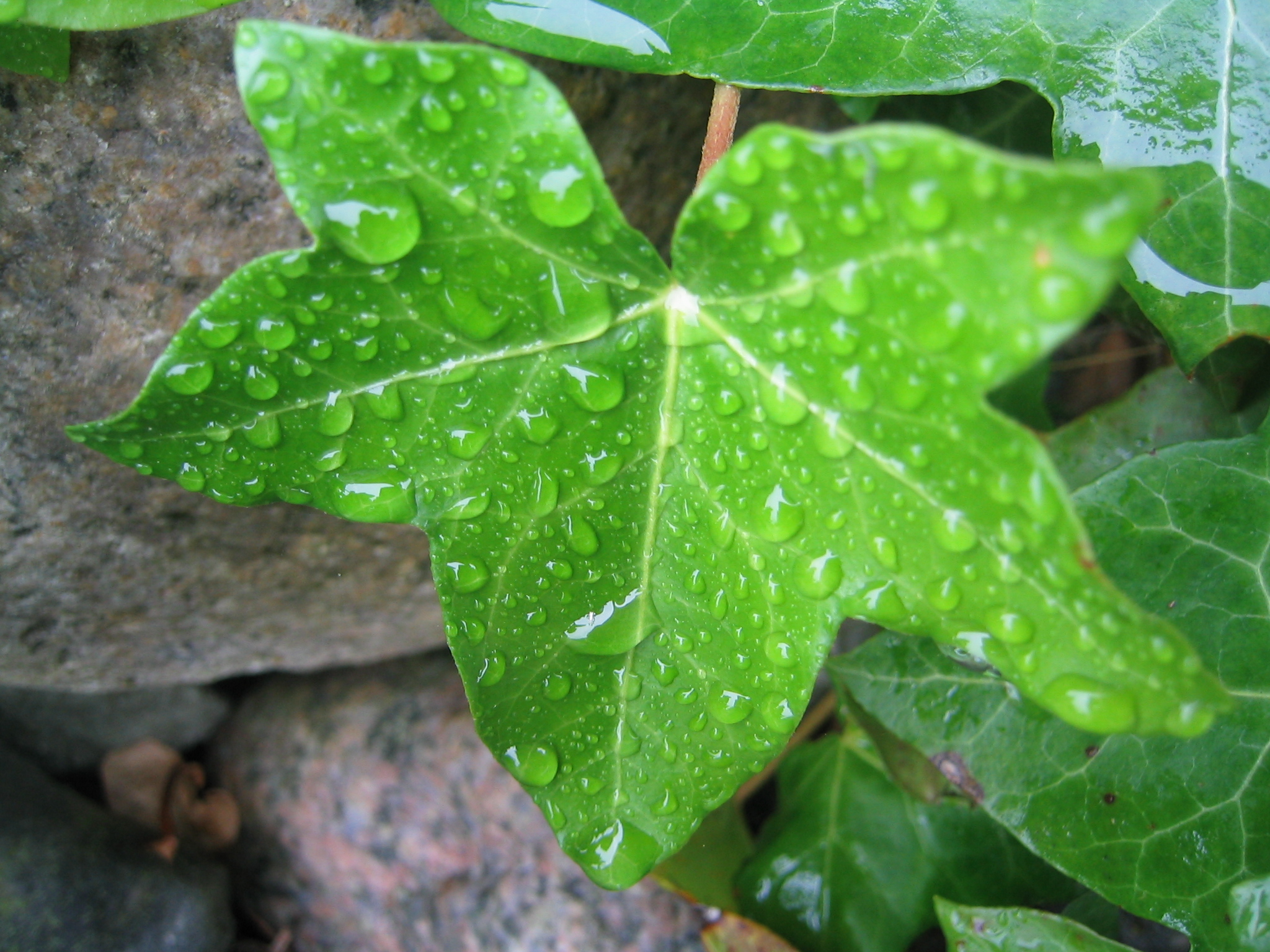
Feuille palmatifide du lierre grimpant
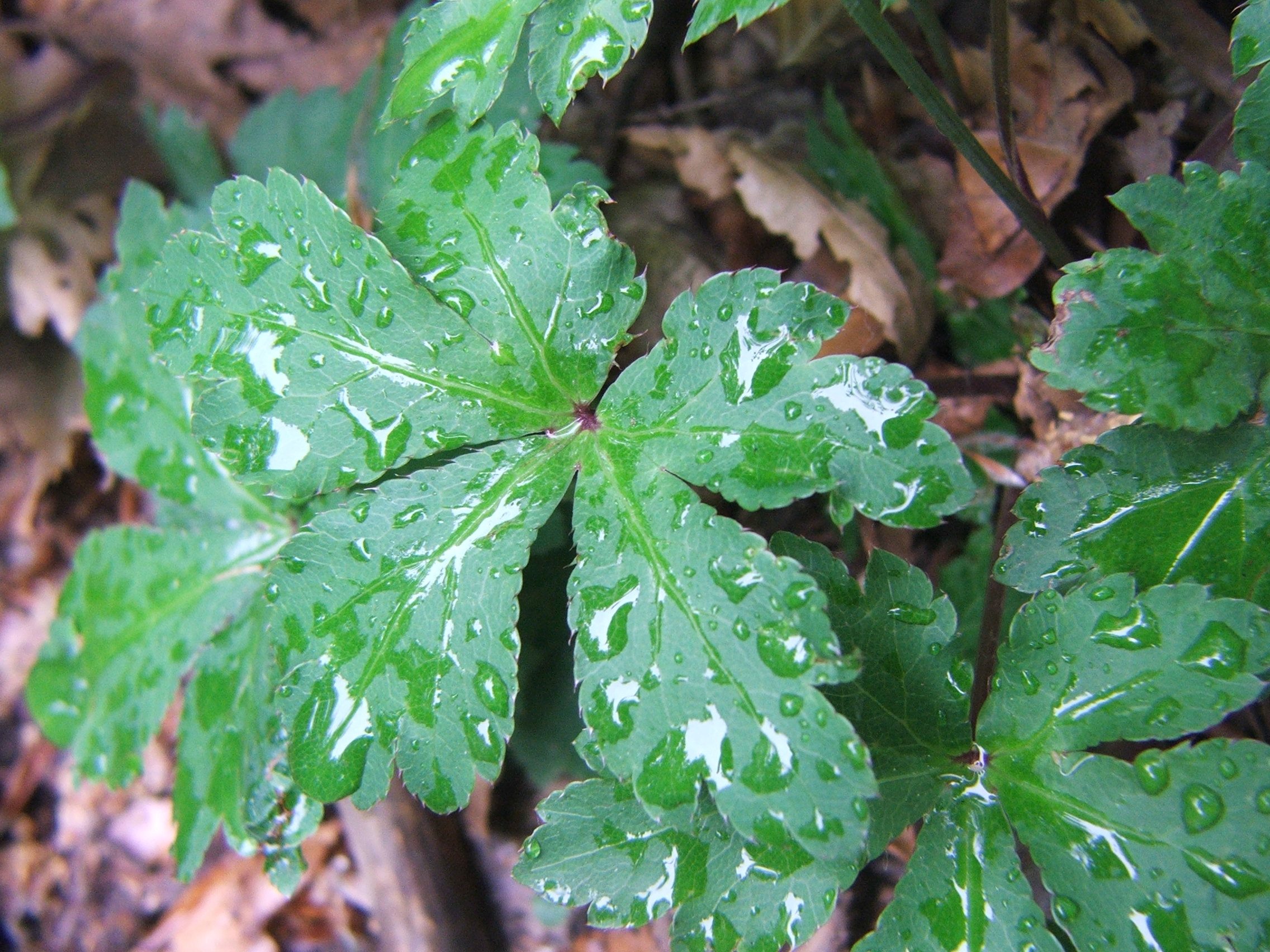
Feuille palmatipartite de Sanicula europaea
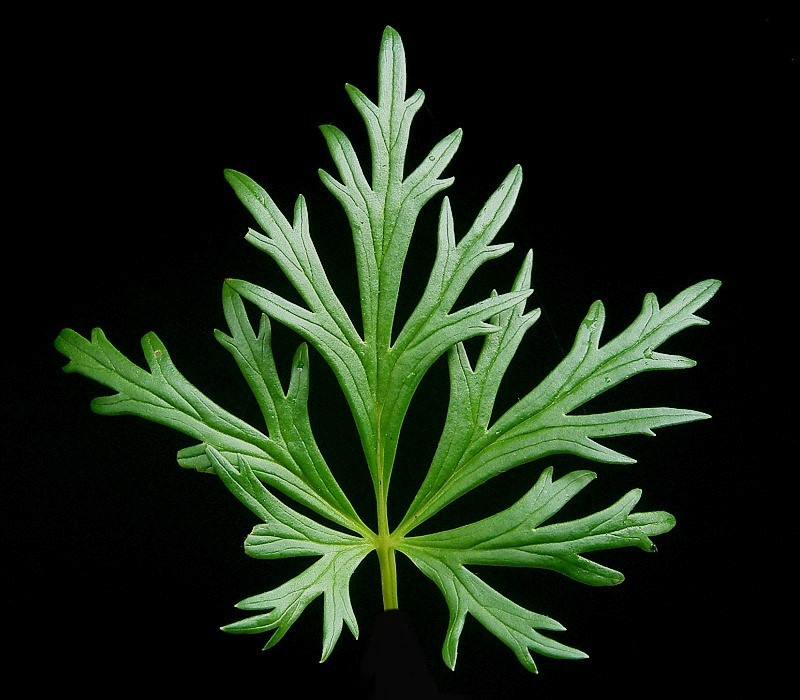
Feuille palmatiséquée d'Aconitum napellus
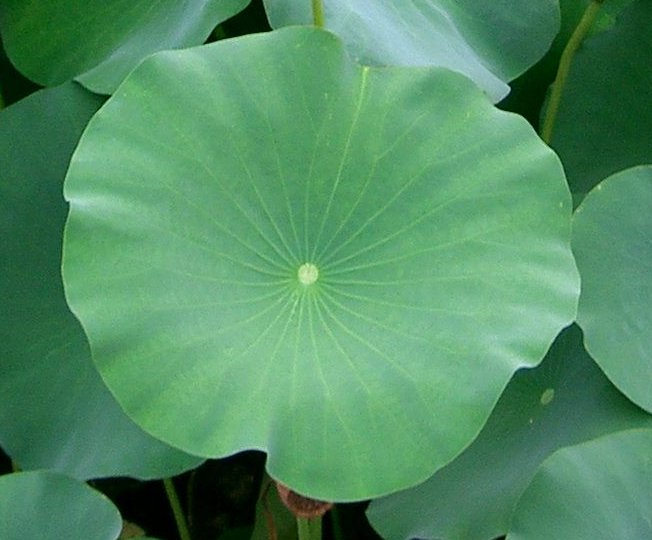
Feuille peltée du lotus sacré
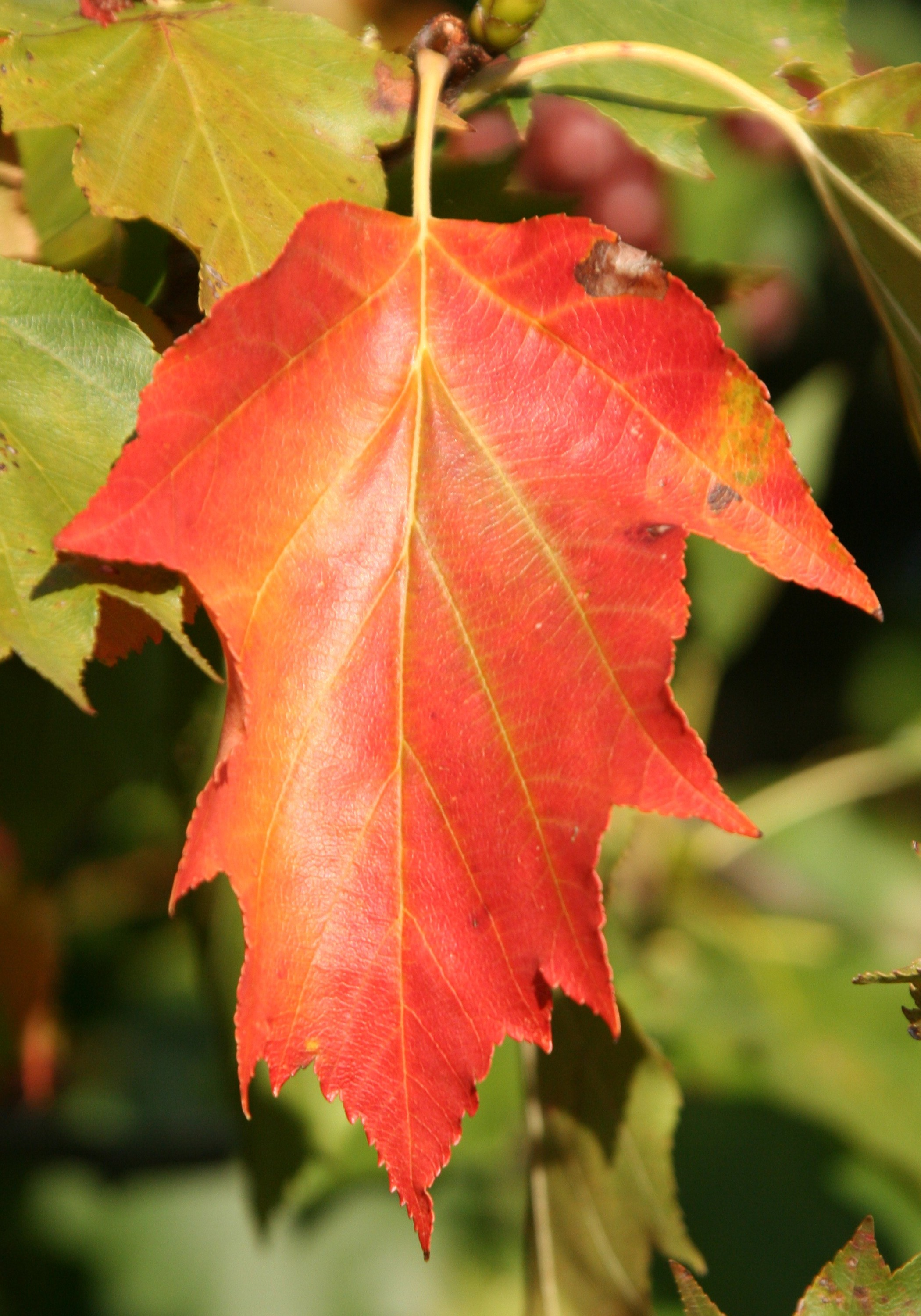
Feuille pennatilobé de Sorbus torminalis
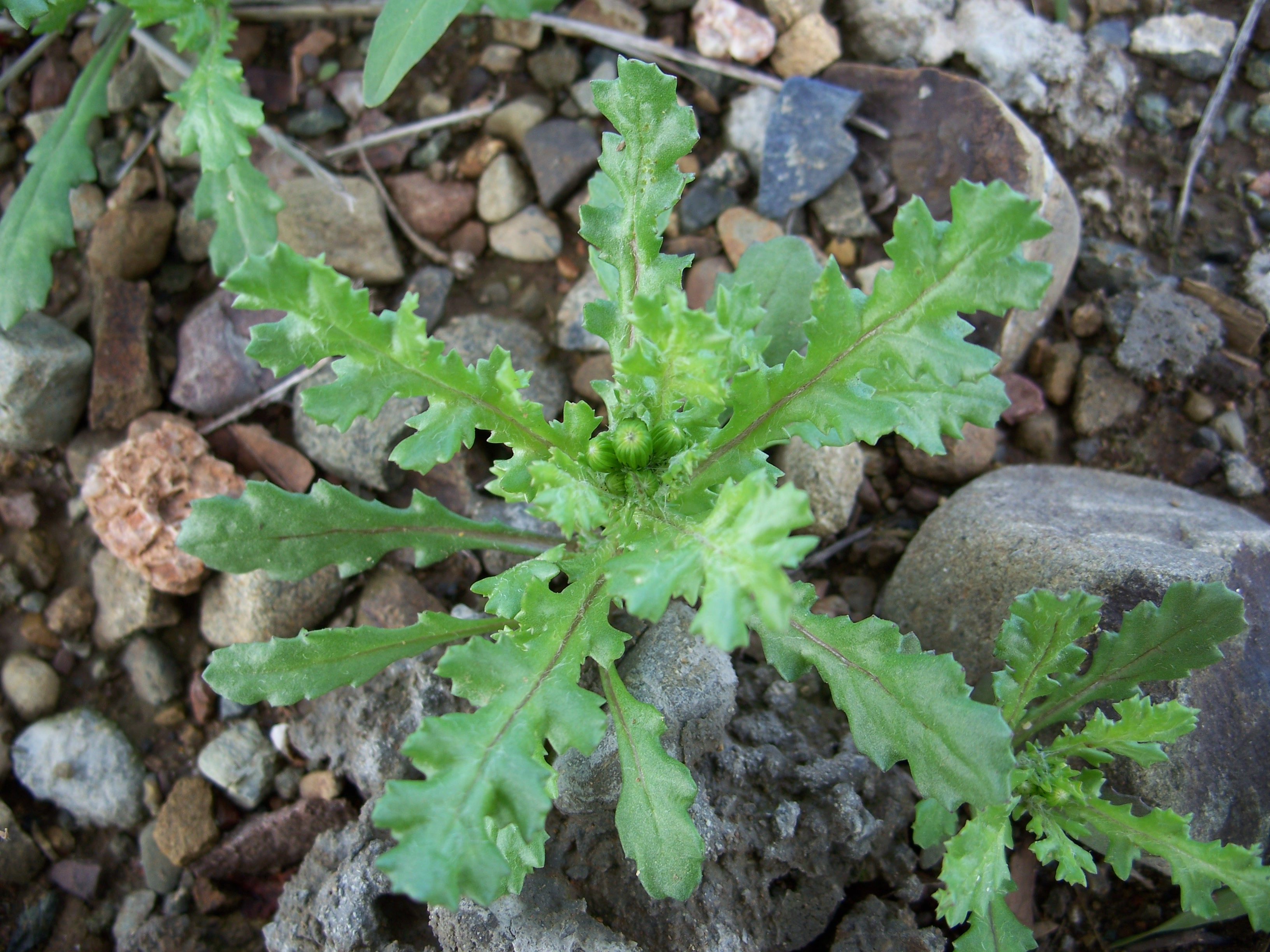
Feuille pennatifide du Senecio vulgaris
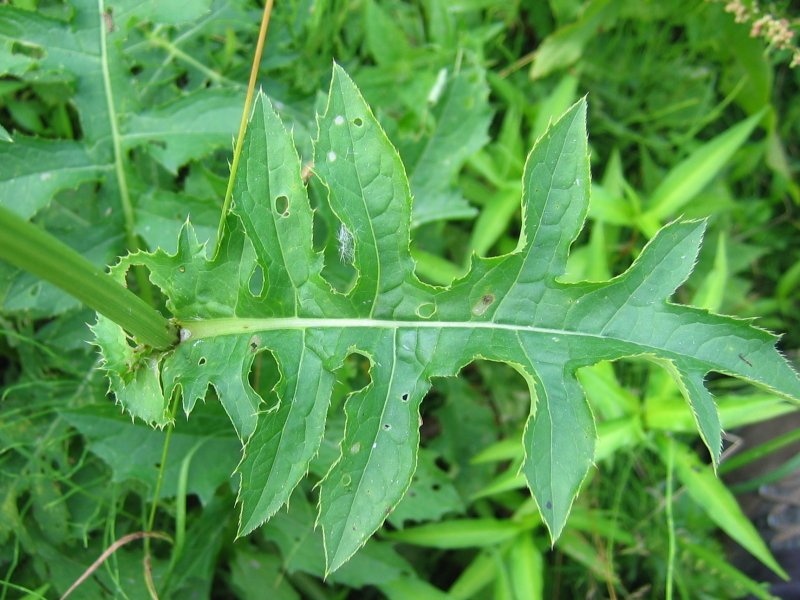
Feuille pennatipartite de Cirsium oleraceum
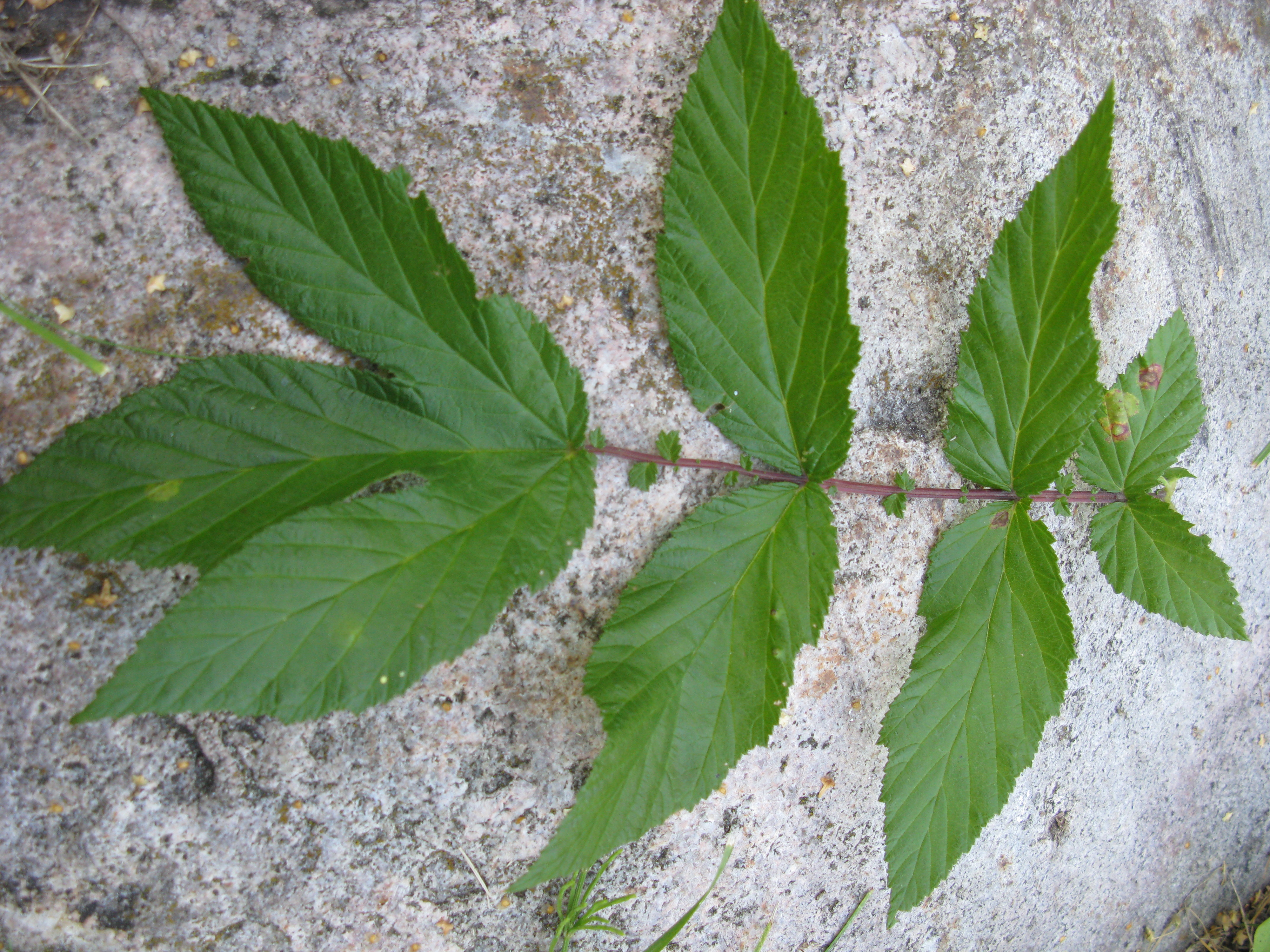
Feuille pennatiséquée de Reine-des-prés Filipendula ulmaria
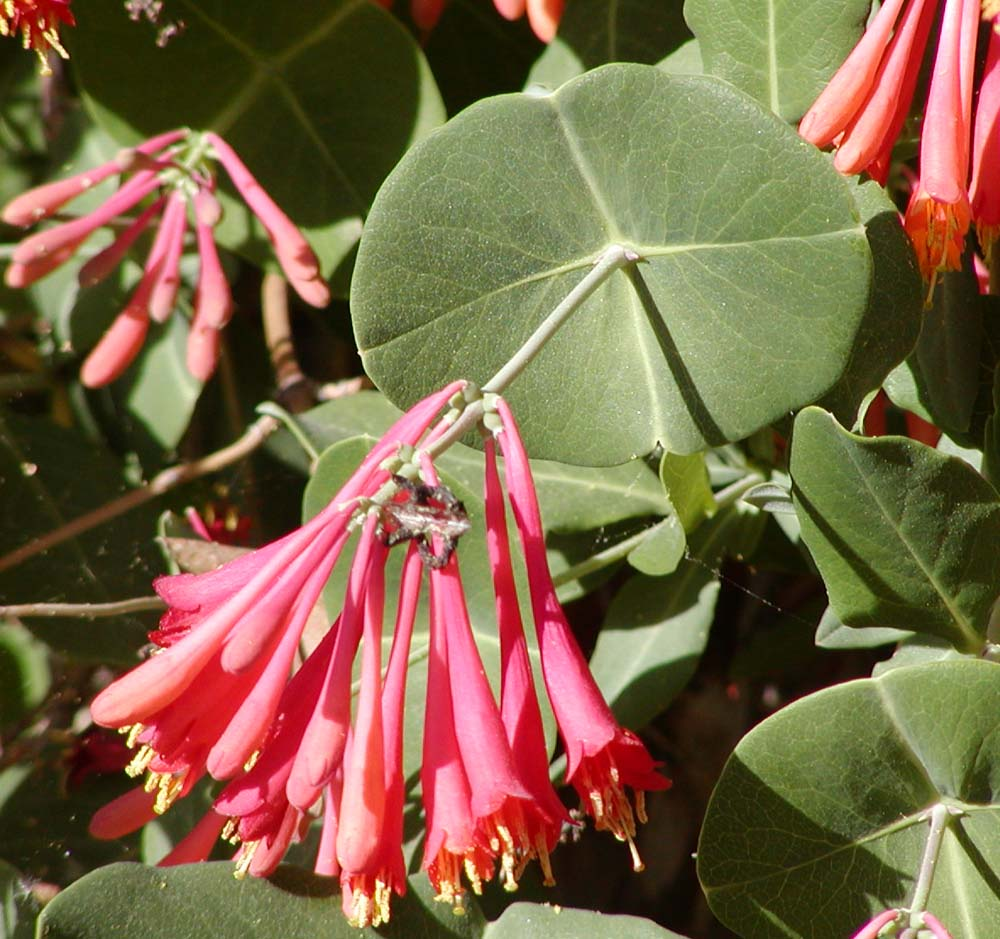
Feuille perfoliée de Lonicera sempervirens
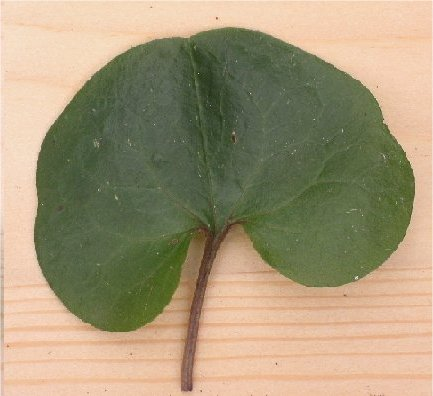
Feuille réniforme de l'asaret d'Europe
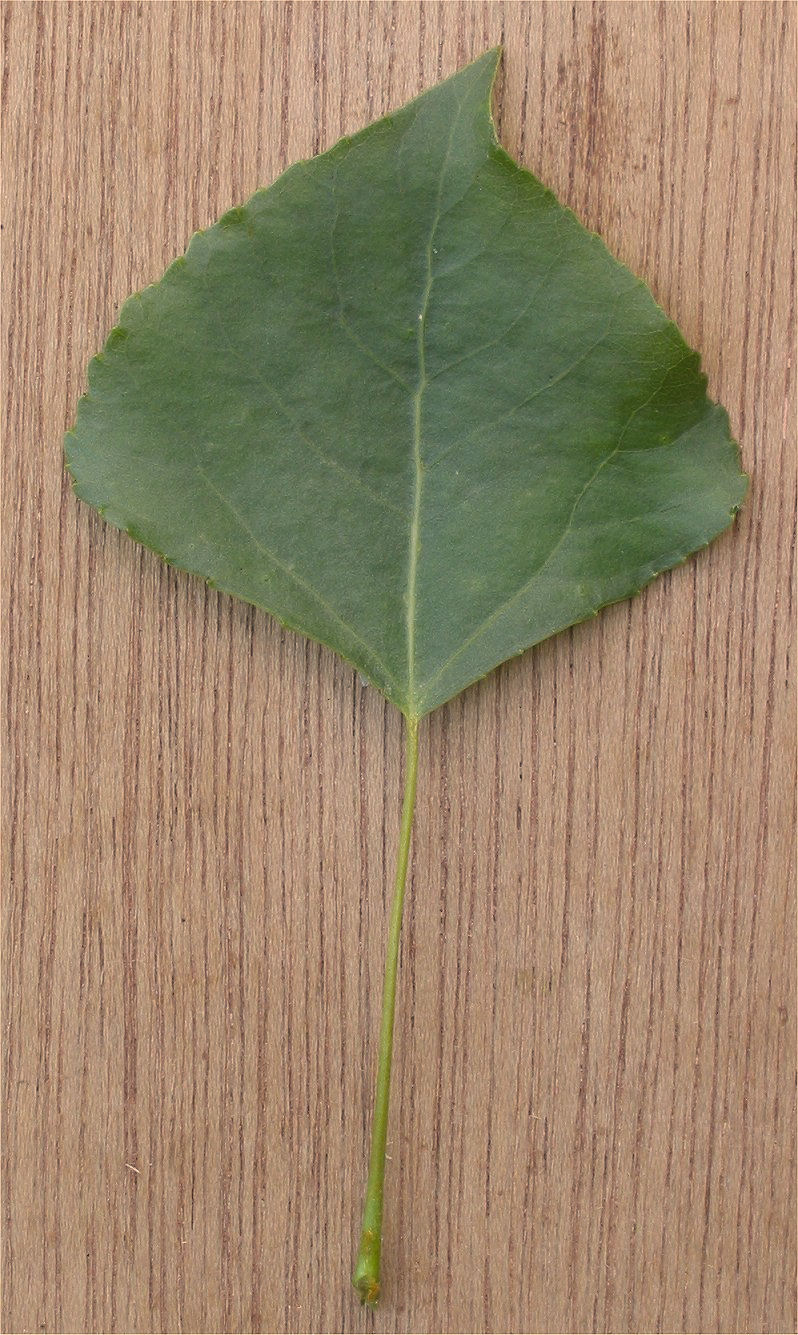
Feuille rhomboïdale du peuplier d'Italie
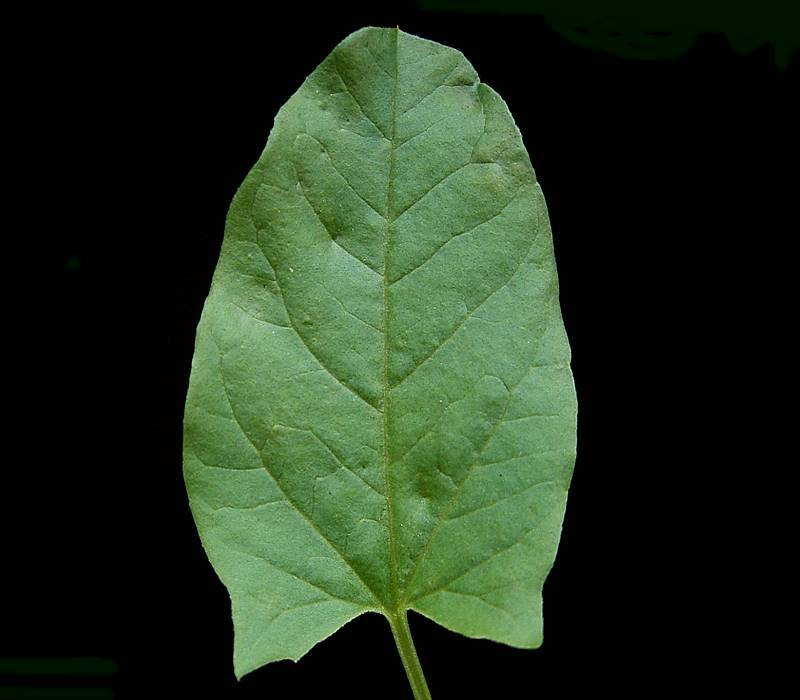
Feuille sagittée du liseron des champs
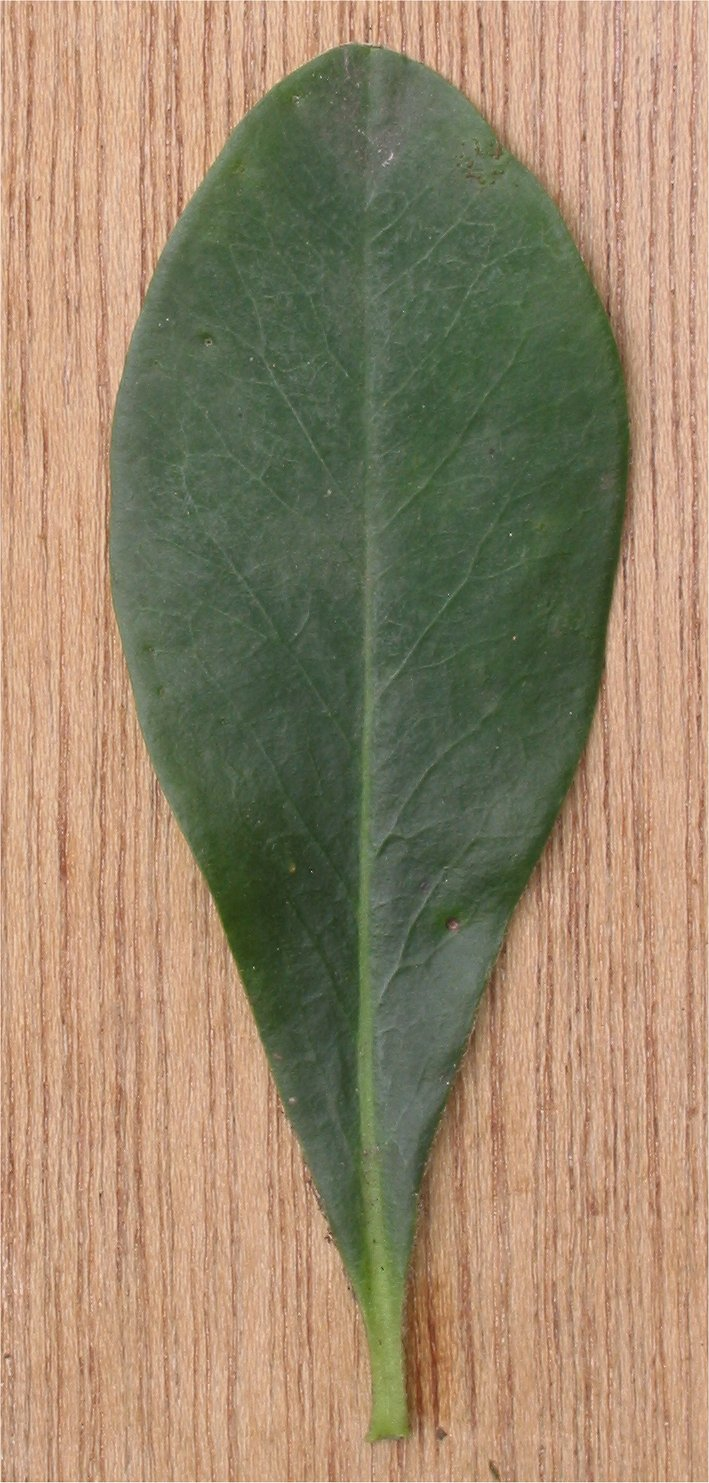
Feuille spatulée de l'euphorbe des bois
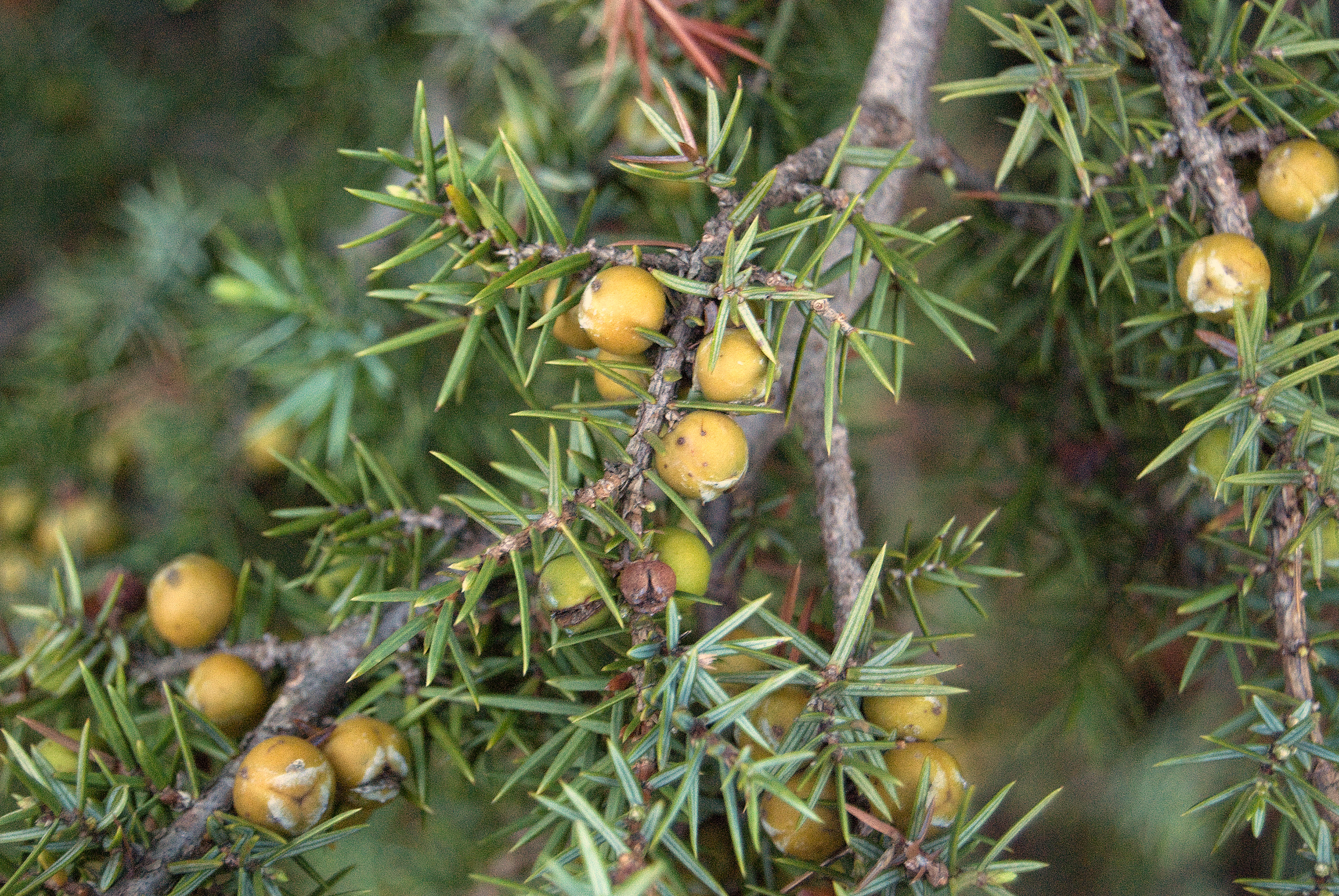
Feuilles subulées de Juniperus deltoides
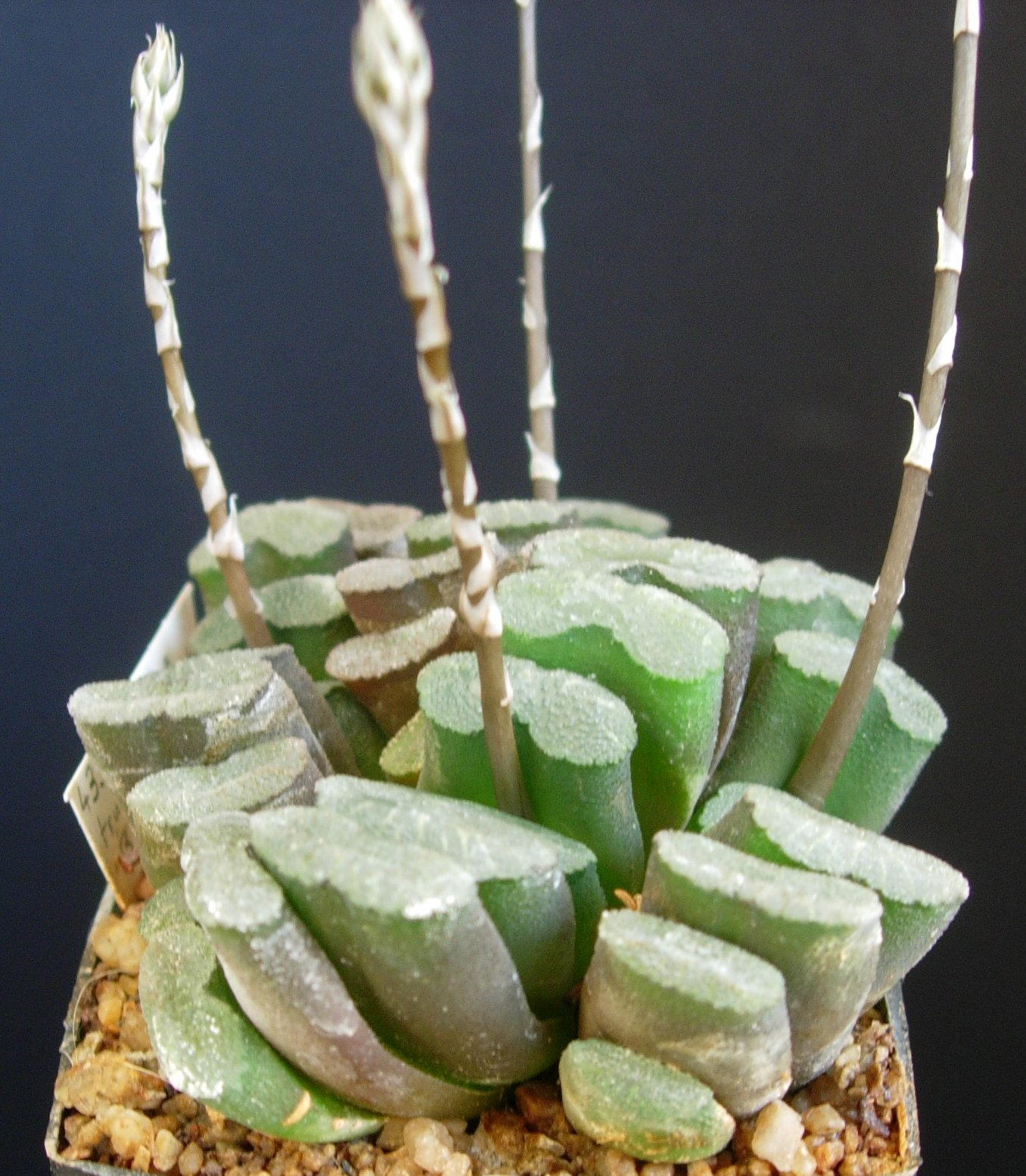
Feuilles tronquées de Haworthia truncata

## Bord des feuilles(Foliorum margo)

### Différentes formes
| Forme | Type                   | Latin             | Description                               |
| ----- | ---------------------- | ----------------- | ----------------------------------------- |
|       | entier                 | Forma integra     | Aucune crénelure ni échancrure            |
|       | cilié                  | ciliata           | Cils fins                                 |
|       | crénelé                | crenata           | Dents larges et arrondies                 |
|       | denté (ou dentelé)     | dentata           | Dents plus ou moins larges                |
|       | doublement denté       | duplicato-dentata |                                           |
|       | denticulé              | denticulata       | Finement denté                            |
|       | denté en scie, serreté | serrata           | Dents pointées vers l'avant de la feuille |
|       | serrulé                | serrulata         | Finement denté en scie                    |
|       | sinué                  | sinuosa           | Échancrures arrondies et très ouvertes    |
|       | lobé                   | lobata            | En forme de lobes (de forme arrondie)     |
|       | ondulé                 | undulata          | Sinuosités arrondies                      |
|       | épineux                | spiculata         | Bordé d'épines                            |

### Exemples

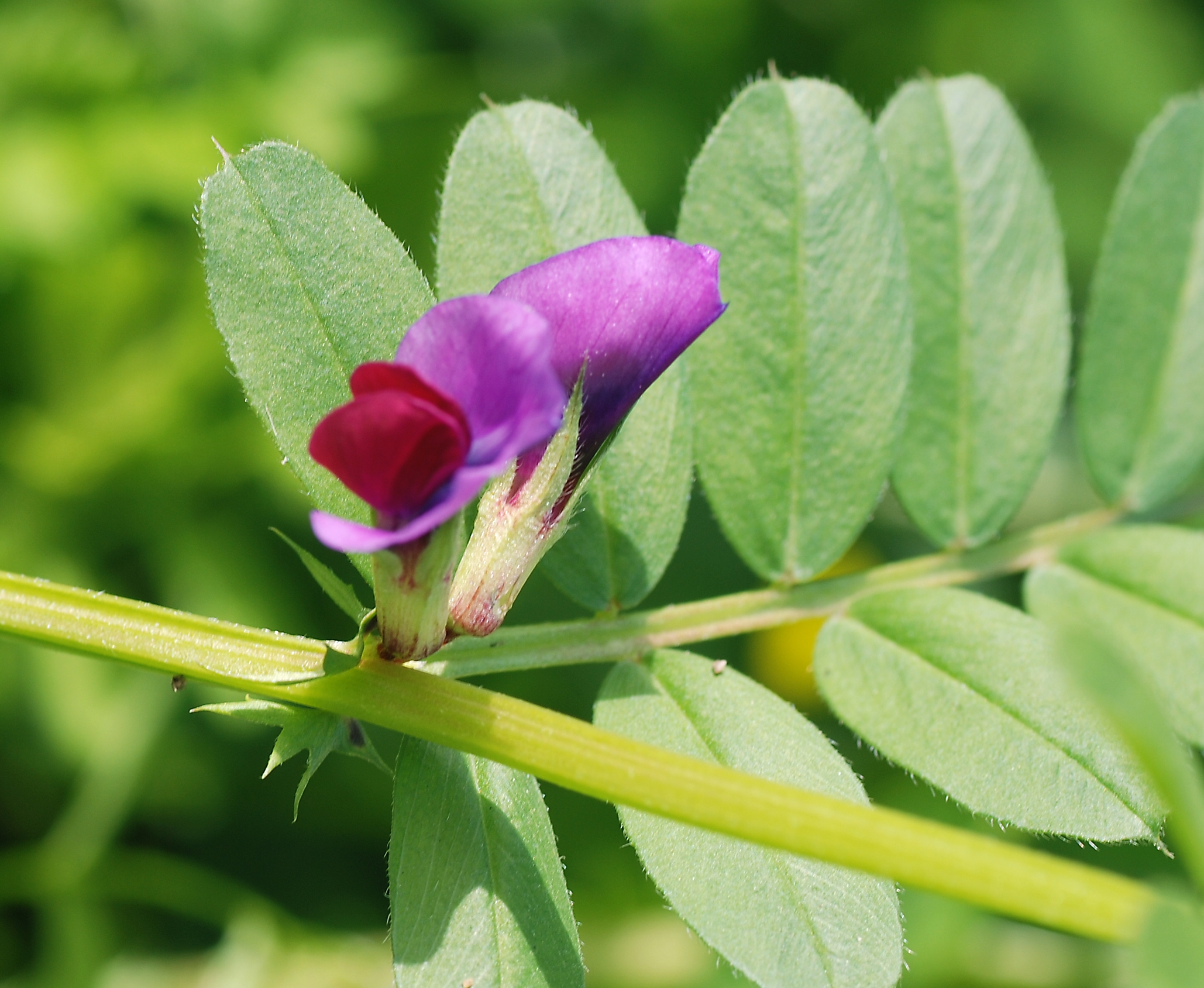
Bord cilié d'une foliole de vesce commune
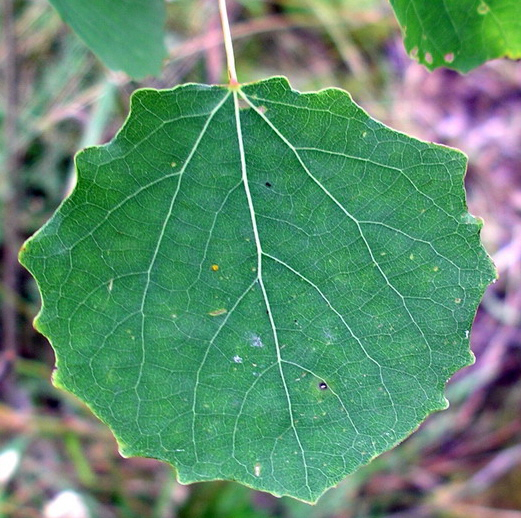
Bord crénelé du peuplier à grandes dents
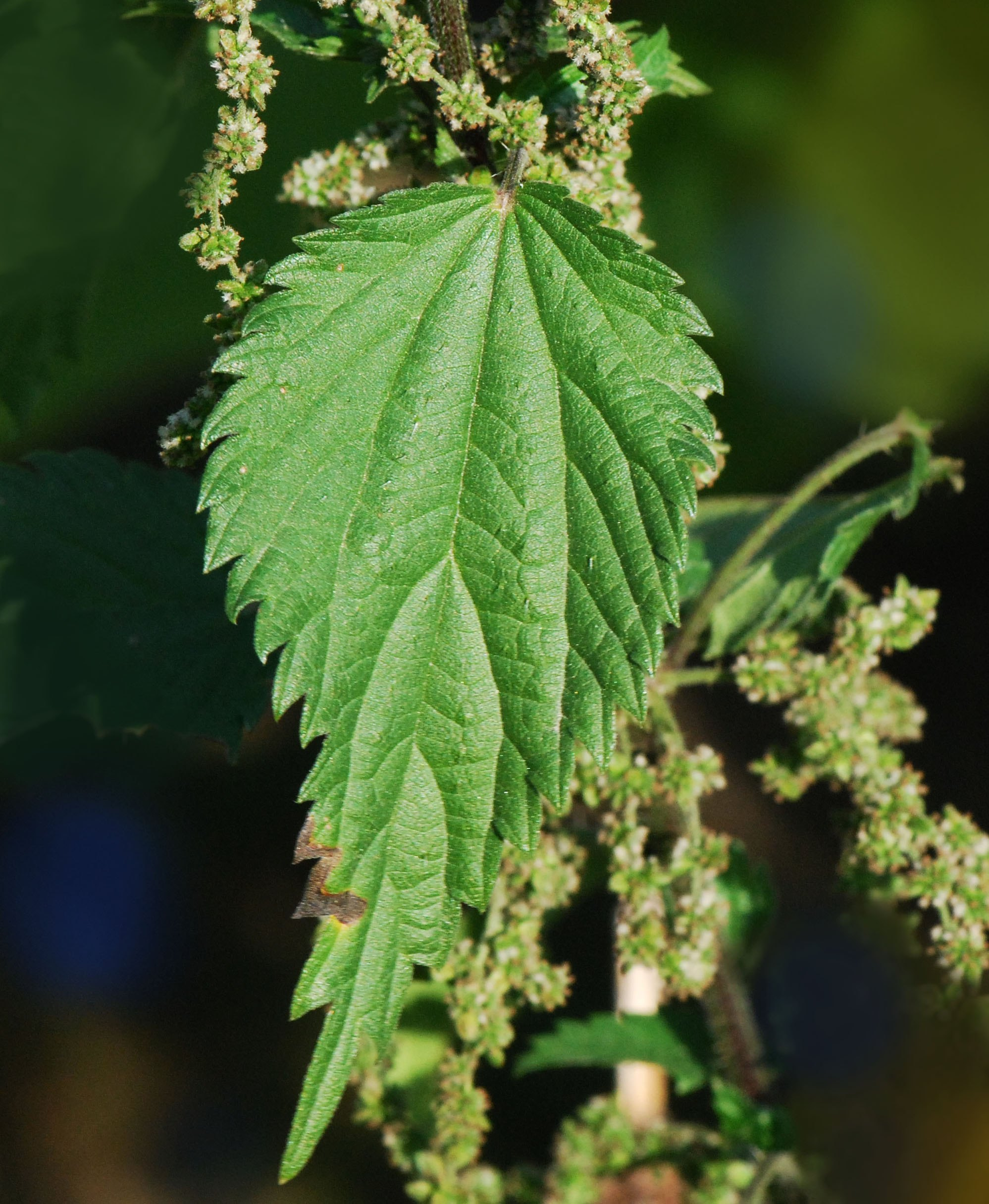
Bord denté en scie d'une feuille de grande ortie
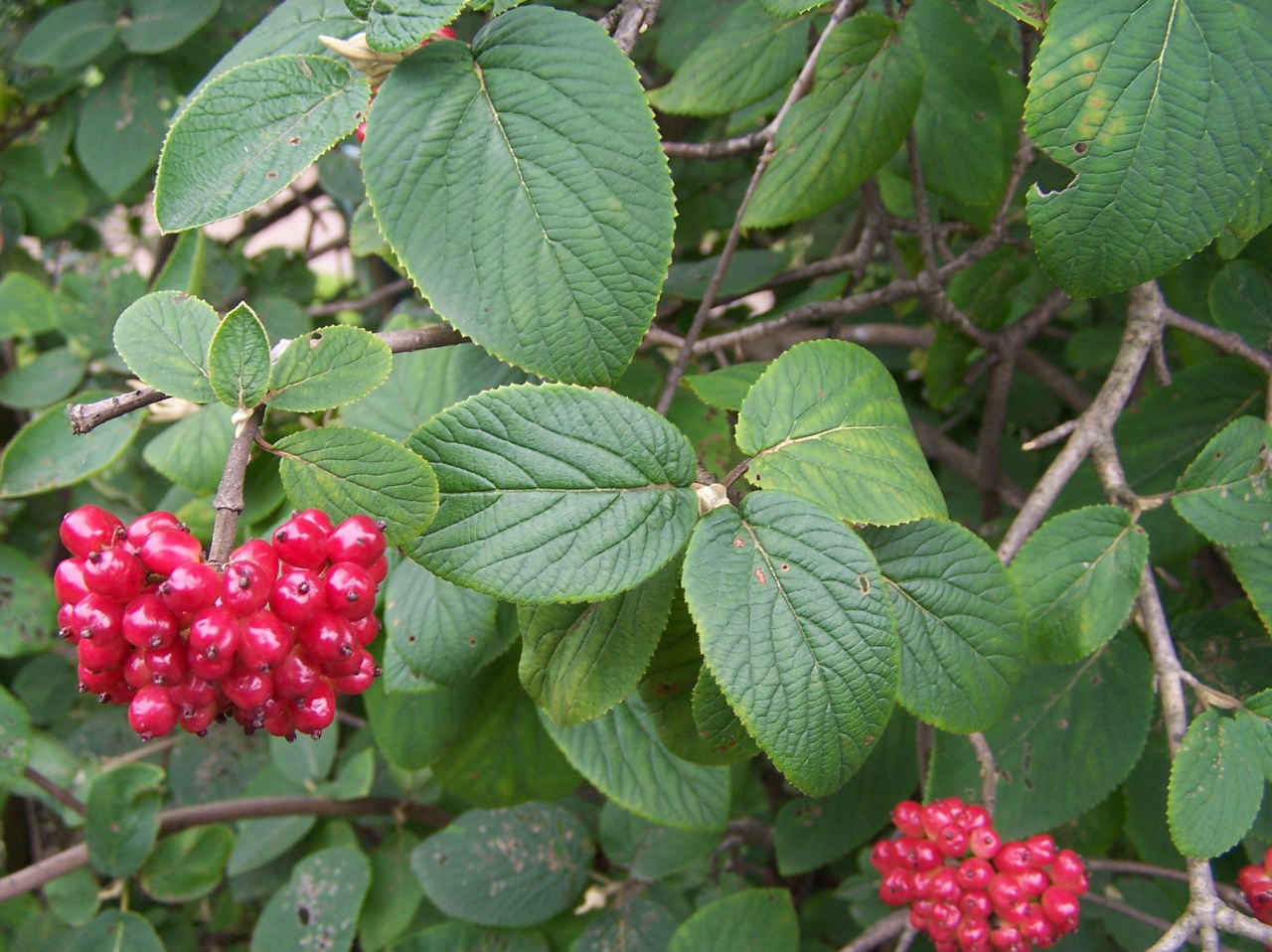
Bord denticulé d'une feuille de viorne lantane
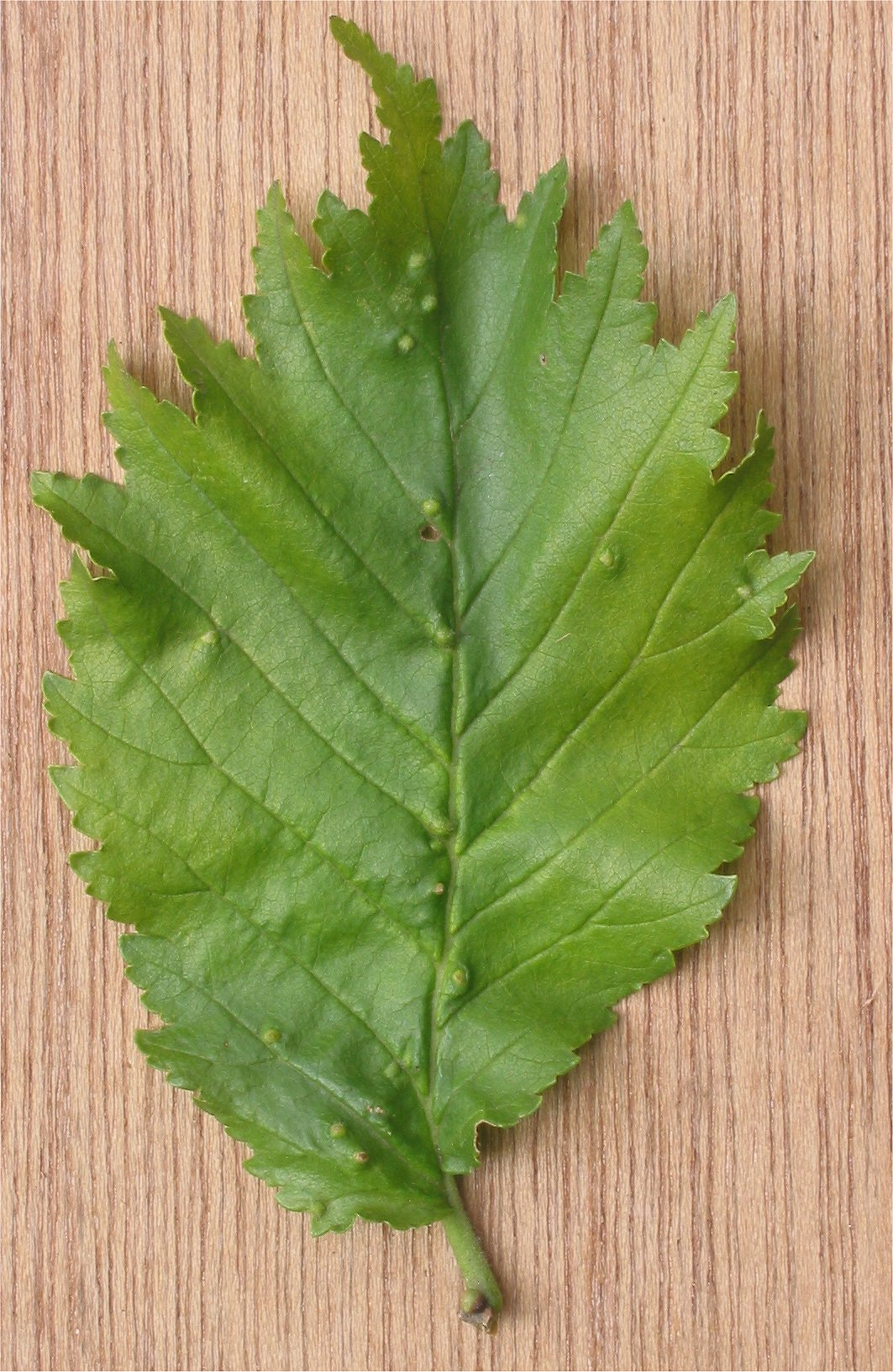
Bord doublement denté d'une feuille d'orme
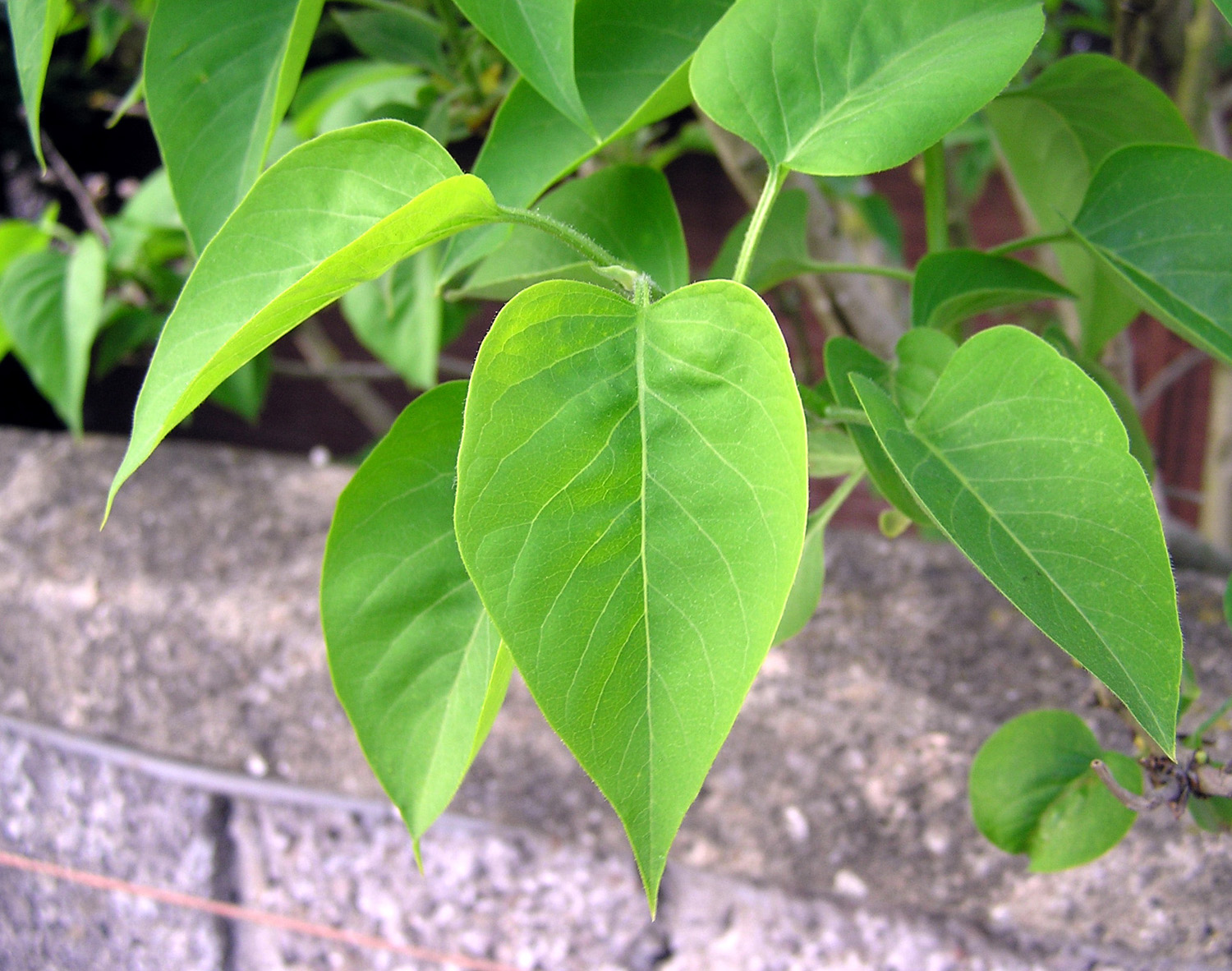
Bord entier de feuilles du lilas commun
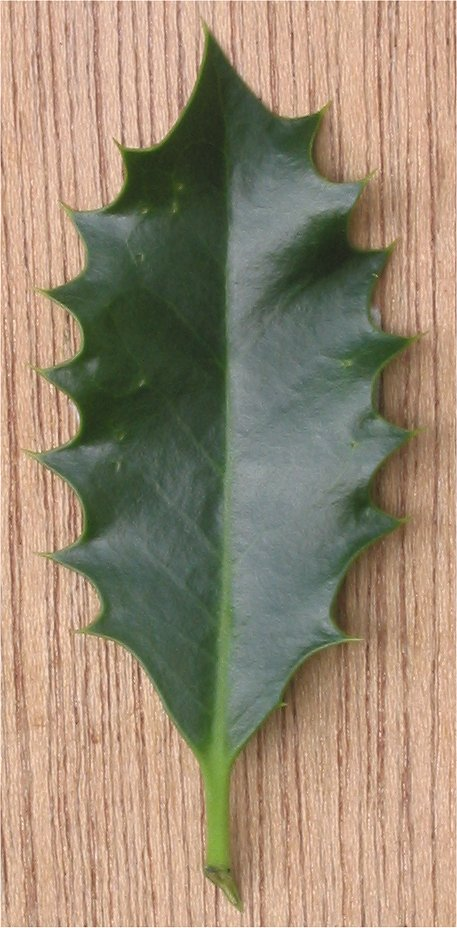
Bord épineux d'une feuille de houx
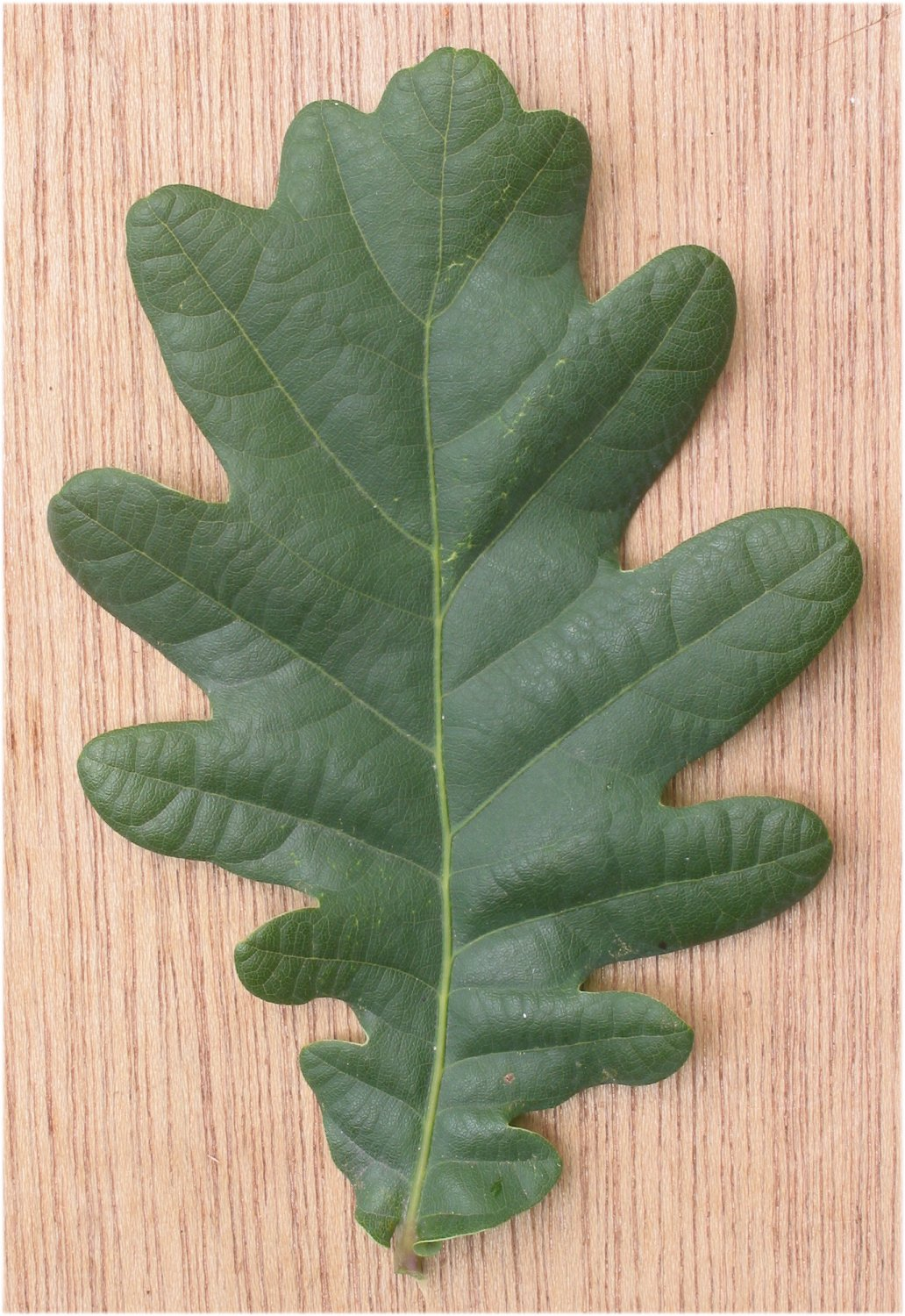
Bord lobé d'une feuille de chêne pédonculé
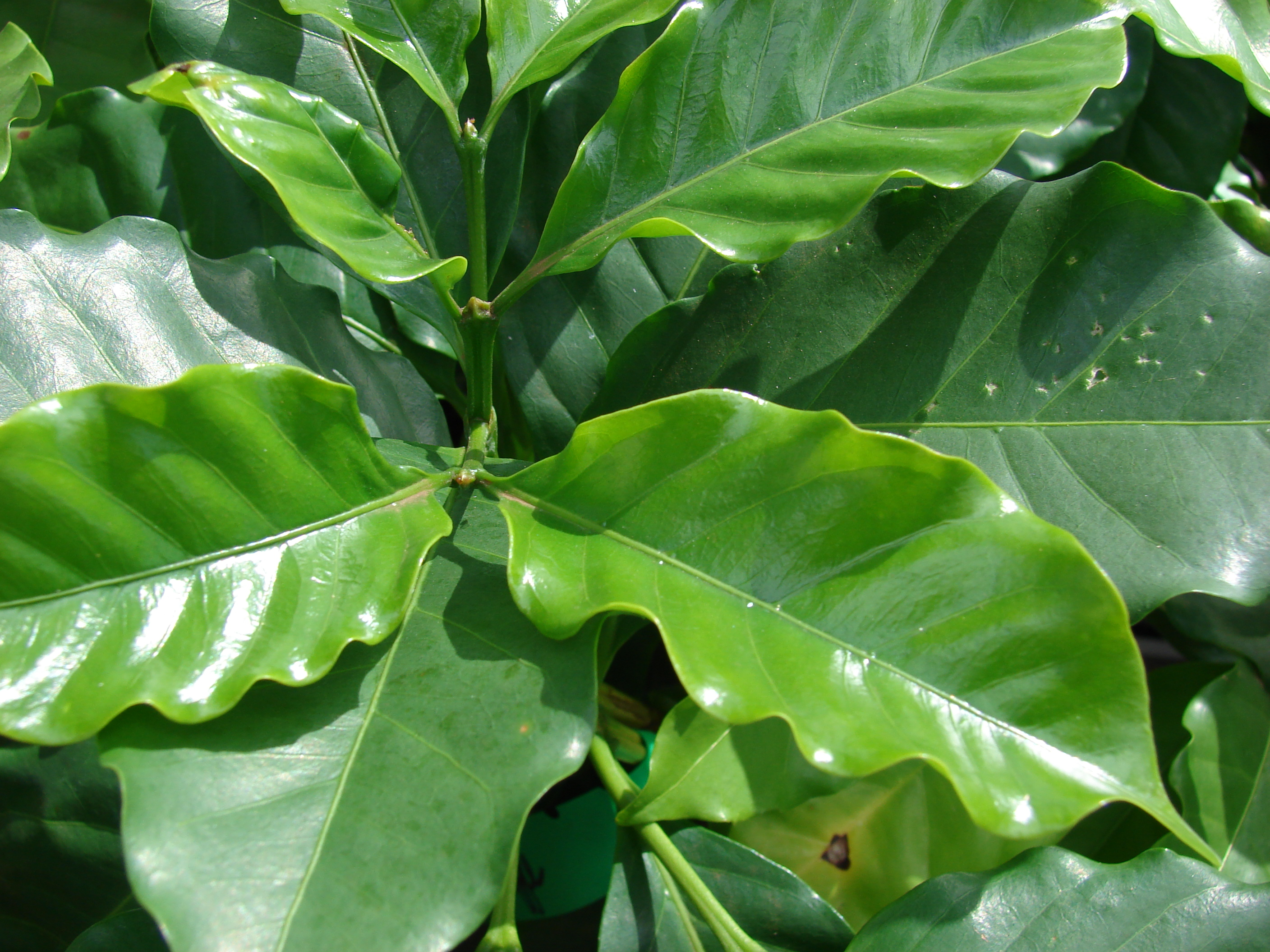
Bord ondulé de feuilles du caféier d'Arabie
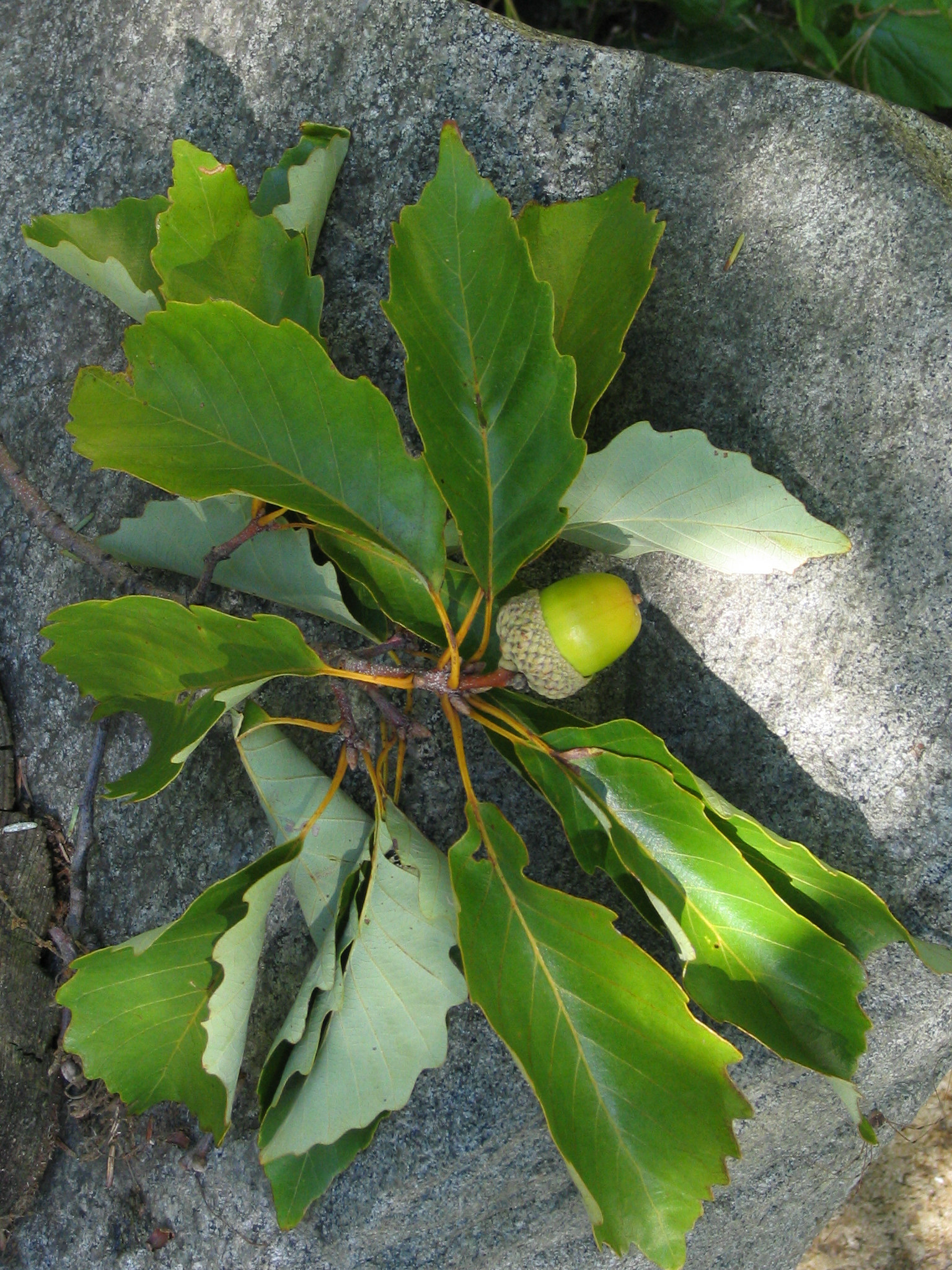
Bord sinué d'une feuille de Chêne châtaignier
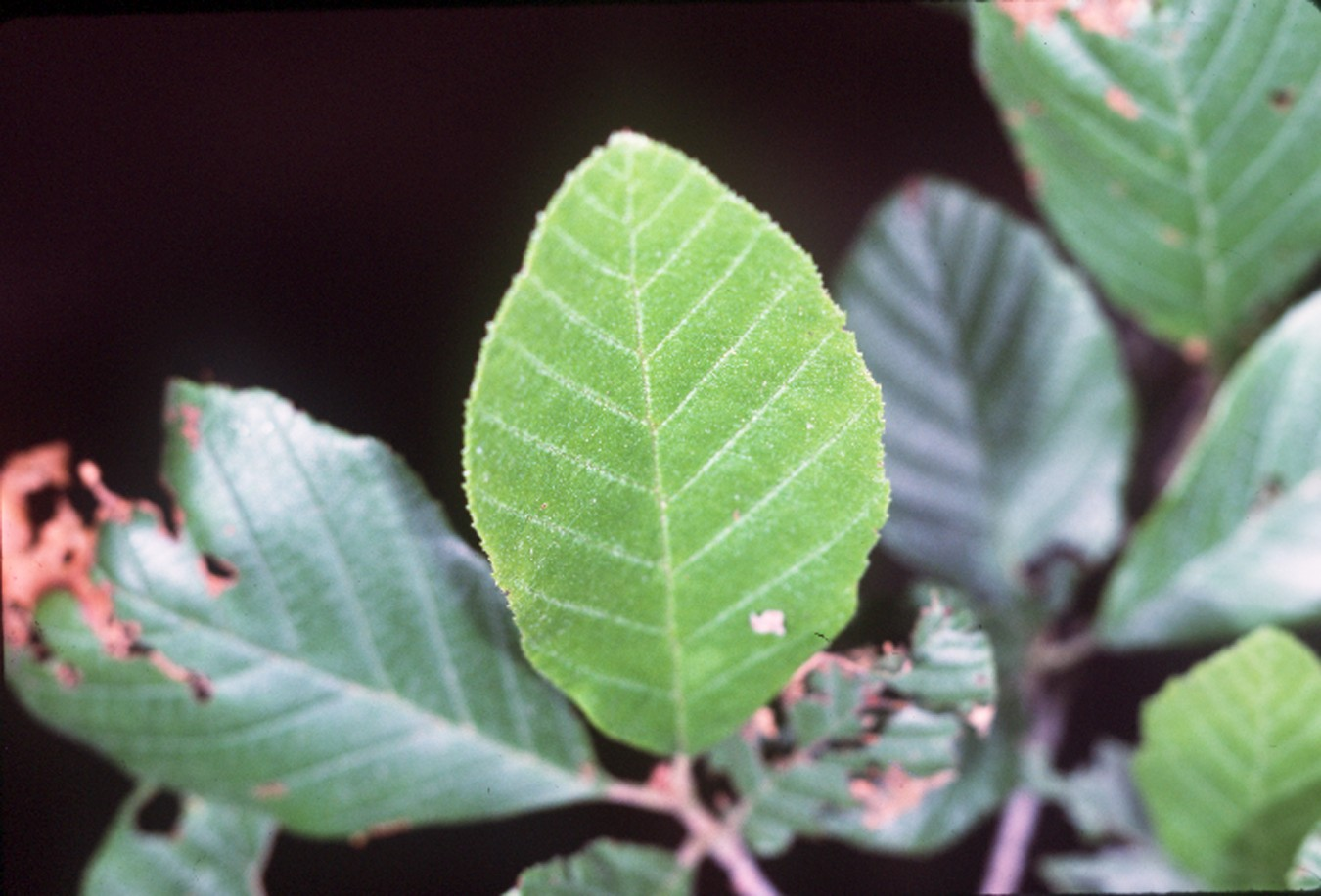
Bord serrulé de Alnus serrulata

## Nervure(Nervus)

### Différentes formes
| Forme | Nervation     | Latin : Nervus | Type de feuille | Description                                             |
| ----- | ------------- | -------------- | --------------- | ------------------------------------------------------- |
|       | pennée        | --             | Penninerve      | Nervure secondaire opposée par paires                   |
|       | arquée        | --             | -               | Nervure secondaire arquée vers l'apex                   |
|       | transverse    | --             | -               | Nervure tertiaire reliant les nervures secondaires      |
|       | réticulée     | reticulatus    | -               | Réseau de petites nervures                              |
|       | parallèle     | --             | Parallélinerve  | Nervure orientée axialement et sans intersection        |
|       | dichotome     | --             | -               | Nervure divisée par paires égales                       |
|       | longitudinale | --             | -               | Nervure essentiellement parallèle à la nervure primaire |
|       | palmée        | --             | Palmatinerve    | Nervures primaires bifurquant depuis un seul point      |
|       | rayonnante    | --             | -               | Nervure rayonnante des feuilles peltées                 |

### Exemples

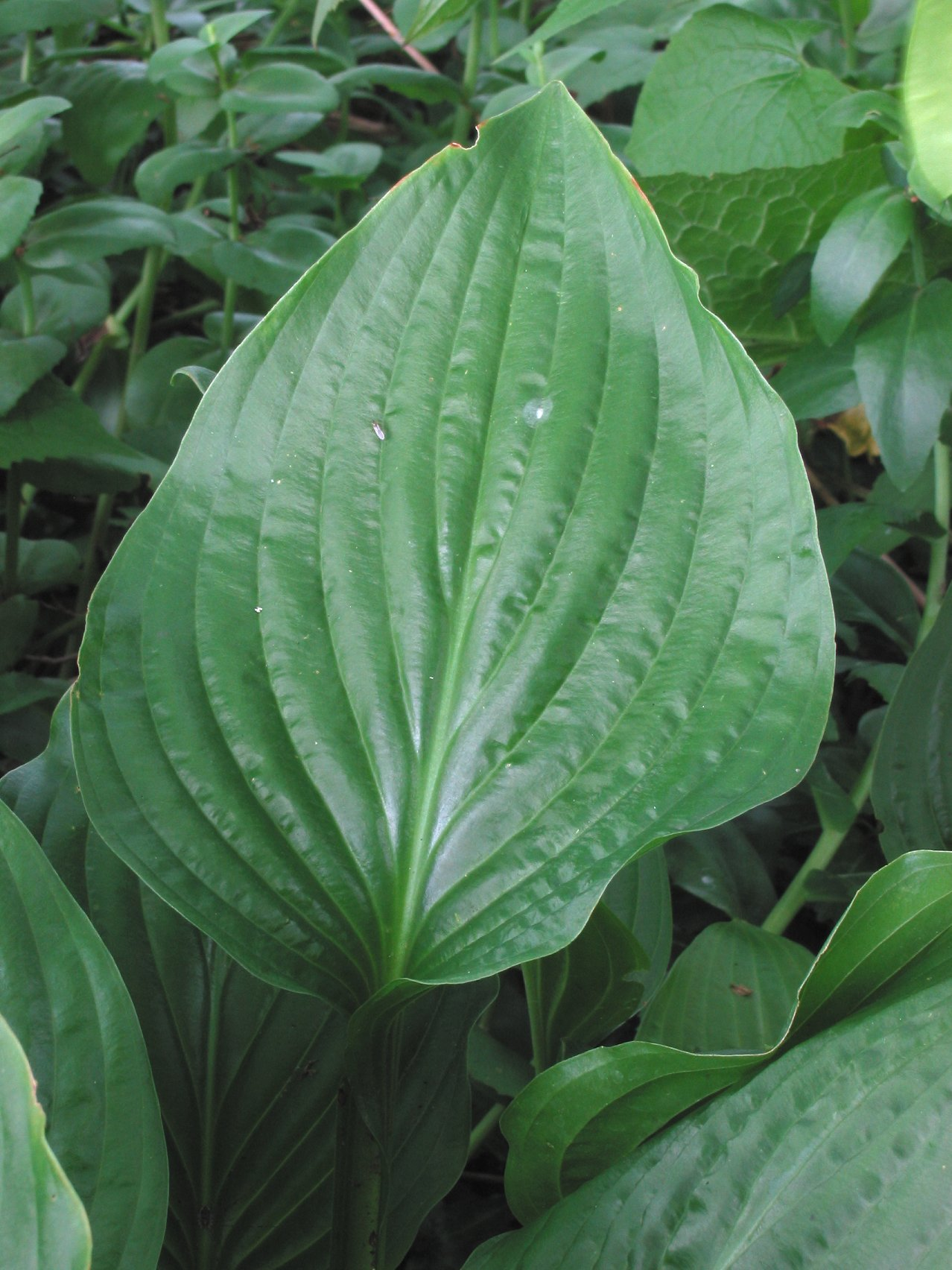
Nervure arquée d'une feuille de hosta
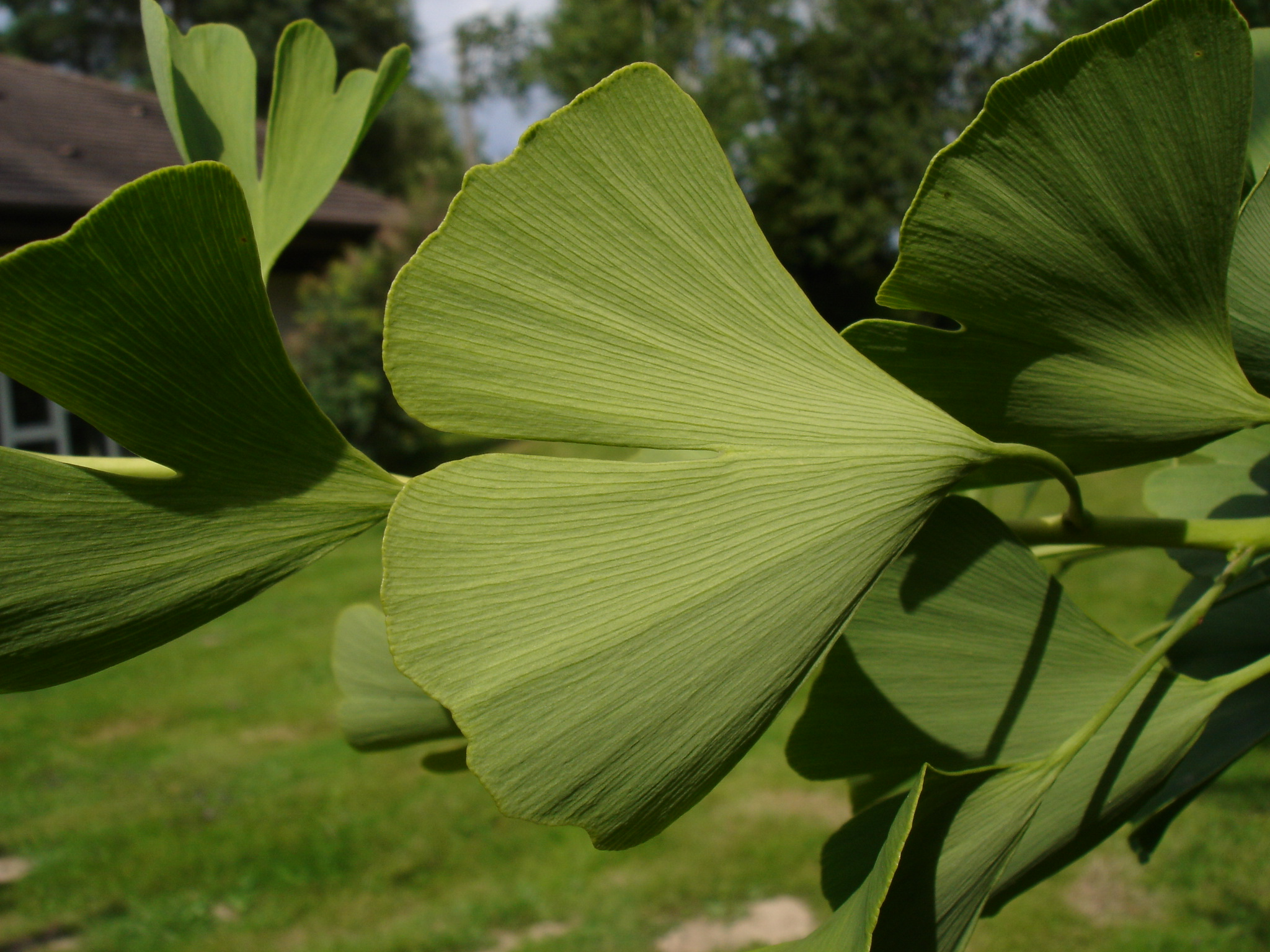
Nervure dichotome d'une feuille de Ginkgo biloba
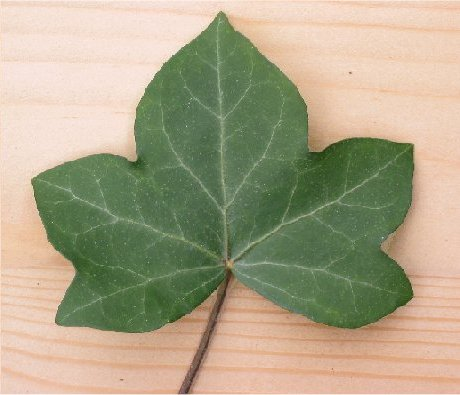
Nervure palmée d'une feuille de lierre grimpant
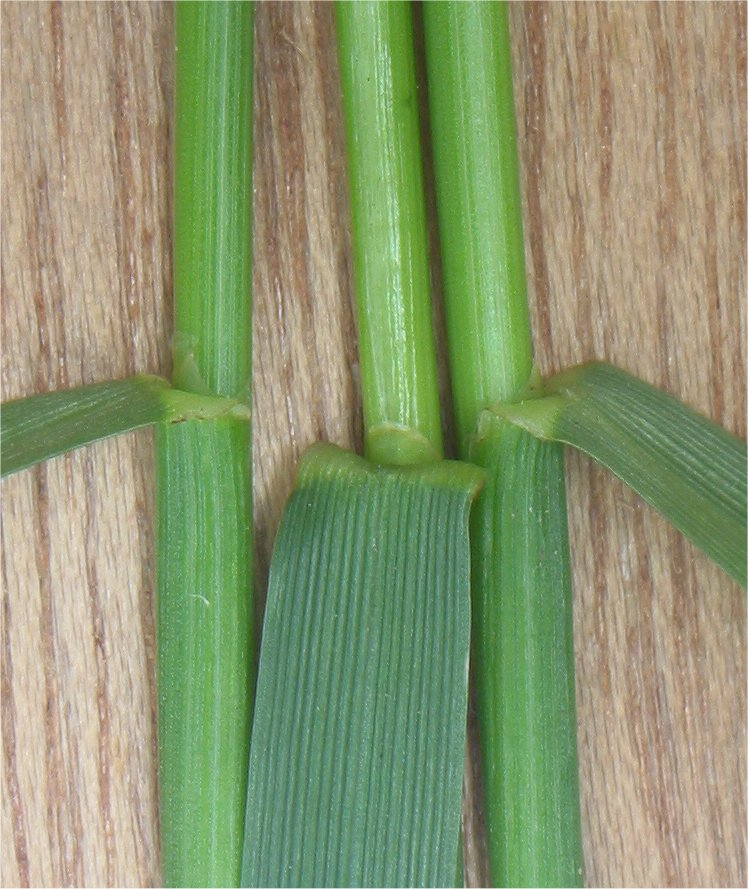
Nervure parallèle d'une feuille de ray-grass anglais
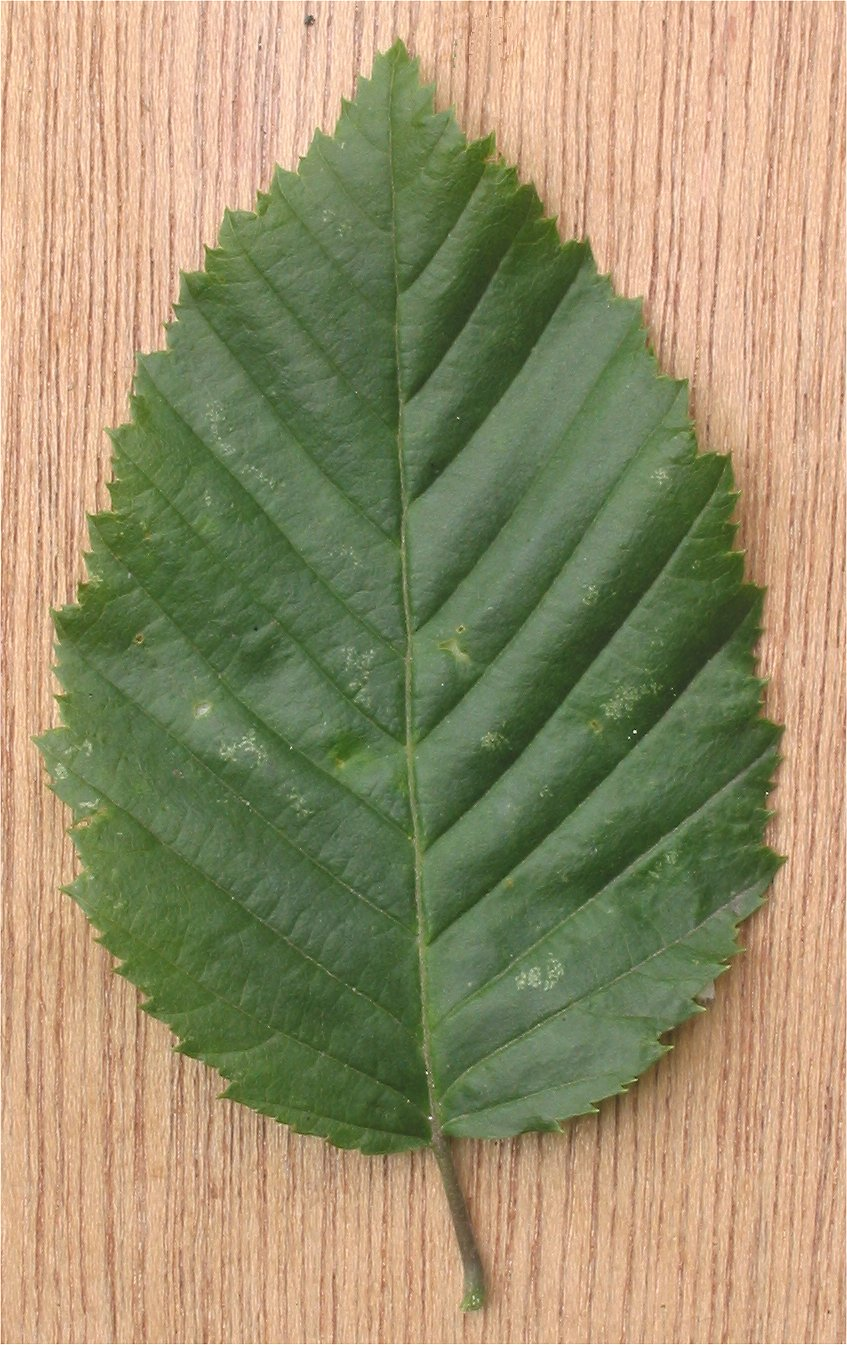
Nervure pennée d'une feuille de charme commun
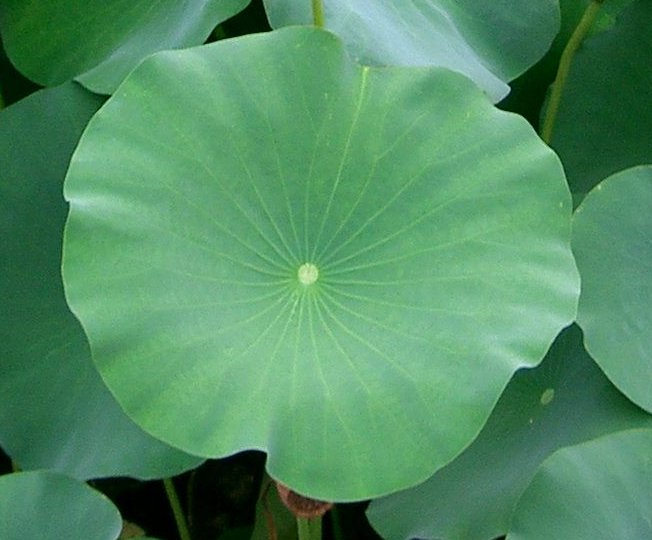
Nervure rayonnante d'une feuille de lotus sacré
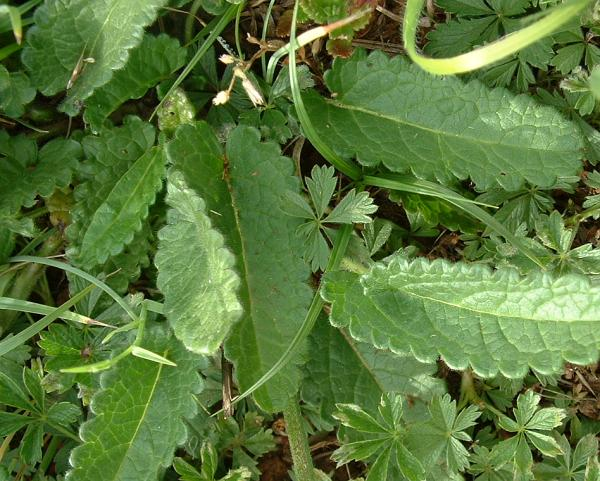
Nervure réticulée d'une feuille d'épiaire officinale
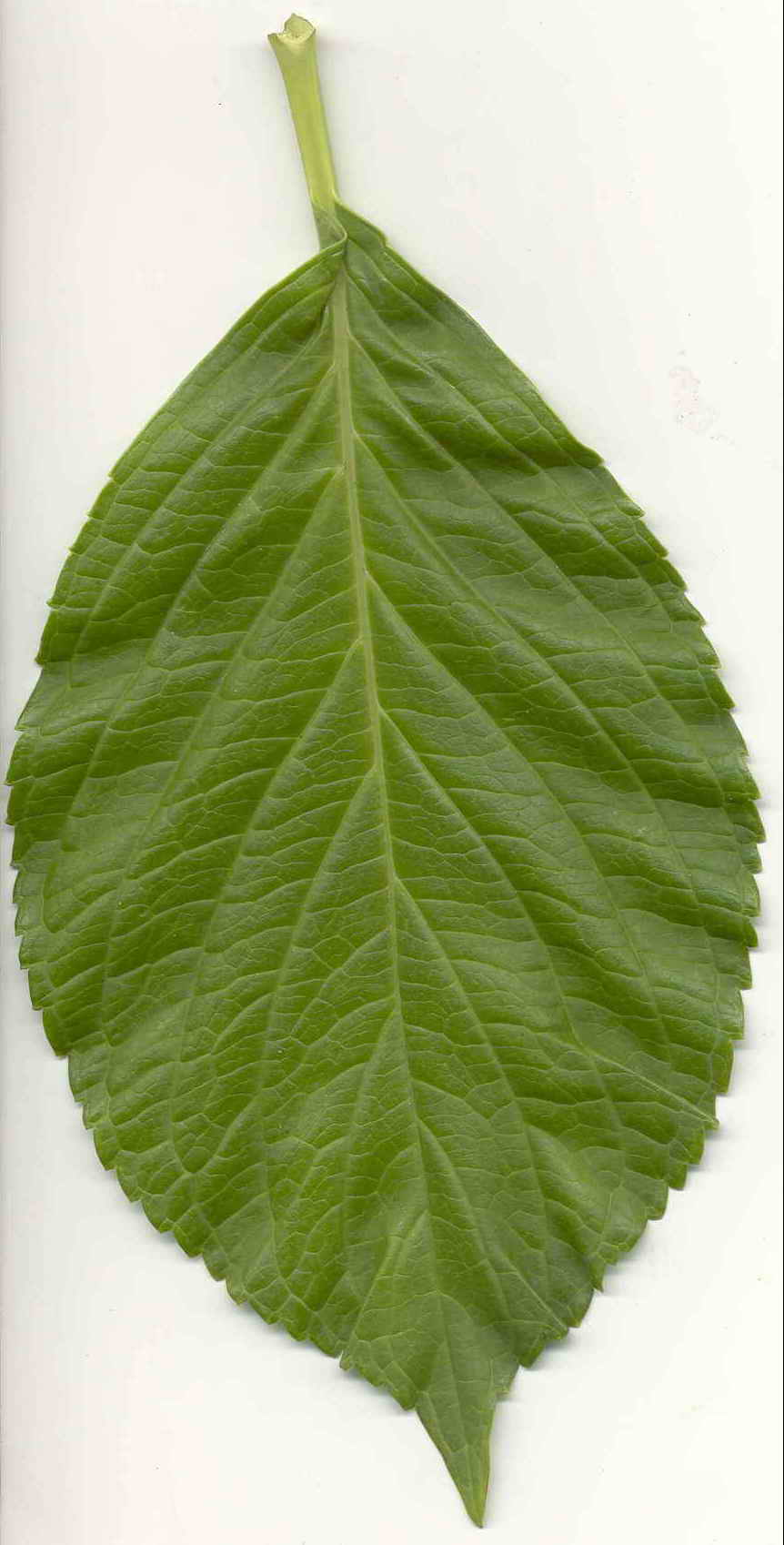
Nervure transverse d'une feuille d'hortensia